# 眼鏡
眼鏡（めがね、メガネ、がんきょう）とは、ヒトの眼（目）に装着して、レンズにより、屈折異常や視力の補正、目の保護あるいは装身具として使う器具。コンタクトレンズと違い、角膜など眼球には直接触れさせずかける。

## 構成

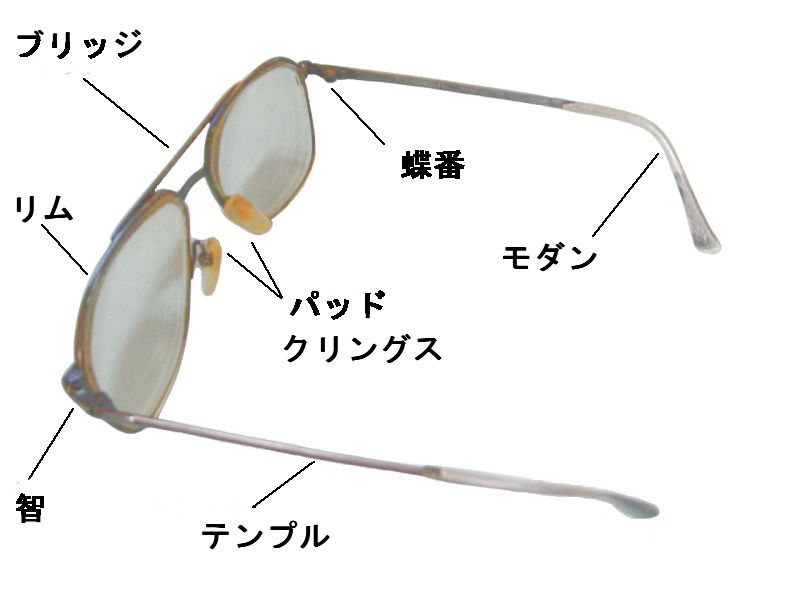
眼鏡の各部の名称

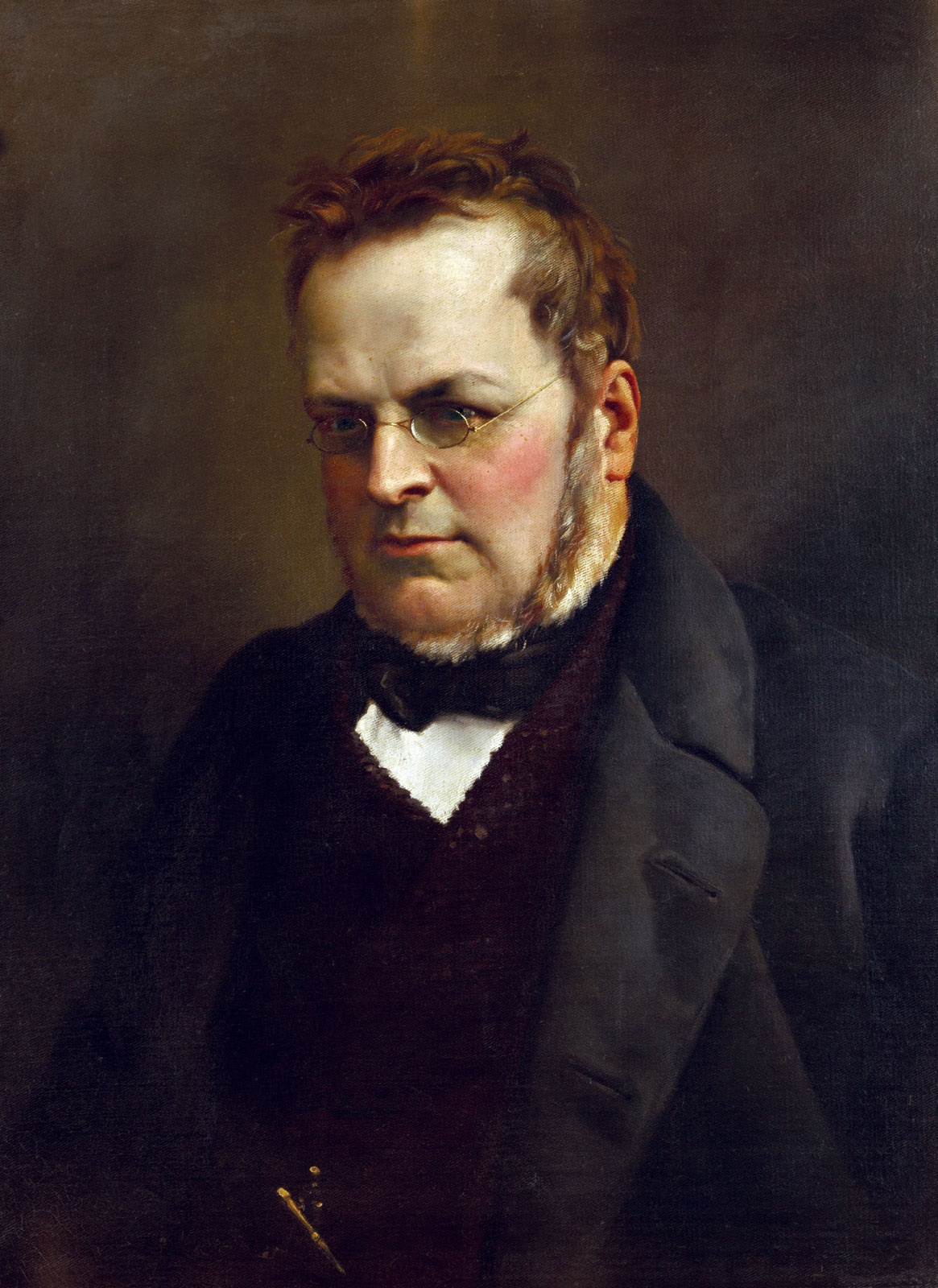
イタリア宰相カミッロ・カヴールの肖像。19世紀の眼鏡が描かれている。

眼鏡は、ほとんど全てのものにおいて、右目・左目の計2枚のレンズで構成されている。視力矯正が目的の場合、多くは両目ともに視力低下をきたしているため、両目ともレンズが必要となるためである。また、保護メガネやサングラスサングラスなどにおいても、ほぼ全ての製品が両目を守ることを目的としている。片目だけの使用を想定した片眼鏡も存在するが、視力矯正よりも装飾の意味合いの大きいものである。
今日の眼鏡は以下のような部品から構成される。眼鏡の種類によっては一部の部品を欠いたものもある。
レンズ
眼鏡の機能として働く部分である。レンズ以外の眼鏡部品は、今日では装飾目的もあるが、もともとはレンズを目の前に固定するためにあるものである。
フレーム（縁、枠）
レンズを眼前に固定するための構造全体を称してフレームという。英語で枠または縁という意味である。フチなし眼鏡のレンズ以外の部分を指してフレームというのは、枠のないものを枠と呼んでいるわけで矛盾した語法である。一部の文献や日本の商標法では、フチなし眼鏡のいわゆるフレームをマウントまたはマウンティングと呼ぶ。フレームは、さらに下記のような部品に分けられる。
テンプル（腕、ツル、アーム）
テンプルとは英語でこめかみという意味である。古くはその名のとおり、こめかみに当てて固定するものだったが、今日では蝶番とイヤーピースを繋ぐ棒状の部分を称してこう呼ぶ。鼻眼鏡には存在しない。伸縮性のあるスライドテンプルがあり老眼鏡に用いられることもある。
テンプルエンド(バチ先）
テンプルの先端。
先セル（モダン）
テンプルの末端の部品。プラスチック製が多く、かつてはセルロイド製だった。メタルフレームの一部は先端を丸くし、プラスチックを被せない物は先セルレスやモダンレスと呼ばれる。
ブリッジ（山）
両のレンズを繋ぐ部品である。英語で鼻梁を意味する。テンプルやブリッジのように眼鏡部品の名前は顔の部位に由来するものが多い。古くはレンズのことをアイ、すなわち目とも呼んだ。二本あるブリッジはダブルブリッジやツーブリッジという。
リム
レンズの周りを囲う縁。リムのないフレームはリムレス、縁無しと呼ばれる。
智（ち）、乳
リムから丁番に繋がる部分の総称。女性の乳に形状が似ていることからいう。
リムロック
智のうち、レンズを締め付けるためのネジのついた部分。
ヨロイ（鎧、エンドピース）
智のうち、リムロックを外側から覆う部分。
丁番（蝶番、ヒンジ）
智とテンプルを繋ぐ部分。これによって収納に便利なように眼鏡を折りたたむことができる。一部には軽量化のために丁番を廃した眼鏡もある（ヒンジレス）。
鼻パッド
鼻に当たる部分。鼻当てとも。一山には鼻パッドはない。日本で発明されたとされる一方で、欧米でも鼻眼鏡には鼻パッドに似たガードと呼ばれる部品が遅くとも19世紀末には付けられていた。パッドは主にプラスチック、シリコン、金属（チタン）がある。
クリングス
リムと鼻パッドを繋ぐ針金状の部品。箱足とも。一山にはクリングスはない。

## レンズ
眼科での度数検査に用いる物などを除き、通常の眼鏡には凸レンズでも凹レンズでもメニスカスレンズが用いられる。これはレンズの外面（眼球から遠い面）が凸面に、内面（眼球に近い面）が凹面になっているもので、概念的には外面の弱い凸レンズと内面の強い凹レンズを差し引きして目的の度数の凹レンズを形成したり、外面の強い凸レンズと内面の弱い凹レンズを差し引きして目的の凸レンズを形成したりするものである。反対面の度数を打ち消すために面の曲率を余計に強くしなくてはならず、両凸レンズや平凸レンズ、両凹レンズ、平凹レンズより薄さの点では不利だが、メニスカスレンズでないと、回旋する眼球に対してレンズ周辺部を通して見たときの光学性能が極端に落ちてしまう。
ニコン、ペンタックス、コダック、ローデンシュトック、カール・ツァイスなどのカメラと兼業するメーカーや、HOYAやオハラなどのガラスメーカー、セイコーなどの時計と兼業するメーカー、東海光学やエシロールのような眼鏡用レンズの専業メーカーが供給している。

### 屈折作用による分類
眼の屈折異常によって異なる種類のレンズが使われる。

#### 近視
近視は遠方から眼に入った光線が網膜ではなくもっと手前で焦点を結んでしまうものであるから、光線が眼に入る前に予め凹レンズによって分散させてしまえば網膜上で焦点を結ぶようになり、近視が矯正される。これが近視の眼鏡の原理である。
近視の眼鏡によって物が小さく見えるとよく言われるが、近視の多くを占める軸性近視の場合、これはある意味では正しく、ある意味では間違いである。凹レンズには眼から離れれば離れるほど物を小さく見せる効果がある。眼鏡レンズは眼から多少なりとも離れた位置に掛けられるので、その人の現在の裸眼での見え方に比べれば、なるほど近視の眼鏡をかけると物が小さく見える。しかし、その人が正視だった頃の見え方に比べれば、ほぼ同じ大きさか、むしろやや大きく見えているのである。
軸性近視では凸レンズである角膜や水晶体が正視の場合より網膜から離れてしまっている。凸レンズには目から離れるほど物を大きく見せる効果があるので、軸性近視の者が裸眼で物を見た場合、凸レンズである角膜や水晶体が網膜から離れてしまっている分、正視より網膜に物が大きく映っている。凸レンズが網膜から離れると網膜像が大きくなることは、凸レンズの老眼鏡を通常の位置に掛けた場合と離して掛けた場合とを比べれば容易に理解されよう。
近視の眼鏡によって網膜像が縮小されるといっても、それは現在の裸眼での見え方と比べての話である。近視になる前の見え方と比較するならば、裸眼の時点で正視よりも網膜像が拡大されてしまっていることを考慮する必要がある。角膜頂点からおよそ15mm離れたところへ凹レンズの眼鏡をかけると、正視と同じ大きさの網膜像になる。軸性近視により網膜像が拡大される効果と凹レンズにより縮小される効果がちょうど打ち消しあうのである。しかし現実には眼鏡レンズは角膜頂点から10mmから12mmまで近づけるように調整されるので、軸性近視によって網膜像が拡大される効果が完全には打ち消されず、眼鏡をかけても正視だった頃より網膜像はやや拡大されたままである。
近視を眼鏡で矯正する際は度を弱めにすることがある。弱めに矯正することを低矯正という。これに対して一番よく見えるように矯正することを完全矯正という。
近視を低矯正することについては、近年の実験結果から、近視を低矯正していると完全矯正しているより近視の進行が激しくなる恐れがあるとの批判もある。日本眼科医会の2010年度調査報告書では、近視を完全矯正するか低矯正するかについて臨床現場では判断が分かれていると報告している。

#### 遠視
遠視は遠方から眼に入った光線が無調節状態で網膜ではなくもっと奥で焦点を結ぶものであるから、光線が眼に入る前に予め凸レンズで屈折させれば無調節で網膜上に焦点を結ぶようになる。これが遠視の眼鏡の原理である。
しかし、眼には調節力があるので、遠視の程度の軽い場合や、年齢が若く調節力の強い場合は眼鏡をかけなくても差し支えないことも多い。理論上は遠視は眼精疲労を招きやすいものではあるが、だからといって本人が眼精疲労を訴えているわけでもないのに徒に遠視の眼鏡をかけさせても良い結果を招かない。本人が苦痛を訴えているわけでもない遠視をむやみに矯正すると、なるほど調節は休まるかもしれないが、調節が休まったことに釣られて両目が離れようとする、つまり開散しようとする。これを離れないようにする、つまり輻湊することに余分な輻湊力を使うことになって苦痛は一向に軽くならないのである。
遠視を眼鏡で矯正する際は完全矯正されるのが通例である。

#### 乱視
トロイダルレンズ（近視や遠視を全く含まない乱視の場合は円柱レンズとなる）
近視や遠視の有る無しに関わらず、ほとんどの人は乱視をもっている。近視や遠視で眼鏡を作成する場合は、軽い乱視でもついでに矯正する場合が多い一方で、軽い乱視ならば矯正しないほうが眼鏡に慣れやすくてよいとする意見もある。

#### 老視

##### 単焦点レンズ
眼には元来近距離に焦点を合わせる機能があり、これを調節力という。老視とは、調節力が加齢とともに弱くなり、遠距離（一般に5m以上）が明視（焦点が合ってはっきり見える状態）できる状態のままでは、より近くの目的距離（はっきり見たい距離）に焦点を合わせることが困難となった状態を言う。補正は遠距離用度数に目的距離の物を楽に長時間明視できる凸レンズ度数を加えたレンズを使用する。加齢によって狭くなった明視域（焦点を合わせ明視することができる奥行き幅）を凸レンズ度数の加入によって移動し、より近くの目的距離に合わせている状態にする為、老視の眼鏡レンズを装用した状態で、近くの目的距離は明視できるが遠方は明視できなくなる。
老視の近距離用レンズは凸レンズとは限らない。ある程度以上の度数の近視眼の場合は遠距離用度数が強い凹レンズの為、近距離用に凸レンズ度数を加えても凹レンズ度数が残り、近距離用レンズが凹レンズになることもある。近視の目でも一般に40歳程度の年齢を過ぎれば調節力が落ち、遠距離が明視できる眼鏡やコンタクトレンズを装用したままでは、徐々に近距離の細かい字や小物などの細部が見づらくなってくる。老視は屈折異常ではなく老化現象のため、老視にならない人はいない。
ただし、次の理由により近視を眼鏡で矯正している者は老眼を自覚する時期が正視や遠視の者より遅くなる。近視の目は老眼にならないなどと言われることがあるがそれは誤りで、近視でも老眼にはなるが、近視を眼鏡で矯正していると老眼になっても自覚しにくいというのが正確なところである。コンタクトレンズやレーシックで矯正している場合は、正視と同じ時期に老眼を自覚する。
1. 近視の眼鏡を外せば裸眼で近くを明視できる。軽度の近視でも老眼の軽いうちは裸眼になれば読書できるし、-4Dより強い近視ならば終生読書に凸レンズを要しない。
2. 近視の眼鏡を外さなくても、近視の眼鏡には見かけの調節があるので老眼を自覚するのが遅くなる。近視の眼球とそれから12mm離れた近視眼鏡とで構成された光学系は、正視の眼球だけの光学系や遠視の眼球と遠視眼鏡とで構成された光学系より少ない調節で近くにピントを合わせることができる[11]ので、その分高齢になるまで単焦点の近視の眼鏡をかけたままで近くを明視することができる。強度の近視眼鏡であるほど見かけの調節が強い。
3. 中程度以上の近視の眼鏡は弱めに作るのが通例なのでその分調節力への負担が軽く、正視の人よりは高齢になるまで近視の眼鏡をかけたままで近くを明視することができる。正視のつもりでいる者の中には軽い遠視の者が多く含まれるので、そうした遠視の者に比べればさらに高齢になるまで近視の眼鏡をかけたままで近くを明視することができる。
4. 強度近視の者が近視を弱めに矯正した眼鏡をかけていれば、2.と3.の効果が相まって正視や遠視の者よりかなり高齢になるまで近視の眼鏡をかけたままで済ませられ、老眼を自覚しにくい。

-10Dを超えるような最強度近視の場合、眼自体は老眼になっていても、マイナスレンズの見かけの調節により遠用眼鏡をかけたまま近くを明視できる場合があるので、そもそも遠近両用眼鏡が必要であるか否かから考える必要がある。

##### 両用レンズ
老視の人が一つの目的距離のみを見たい場合であれば、適正に調整された単一度数のレンズ（単焦点レンズ）の近距離用眼鏡のみで問題はない。ただ、眼鏡によって明視域が広がったわけではないので、複数の目的距離（書類とプロジェクター画面等）を切り替えて見たい場合は単焦点レンズだと眼鏡の掛け外しや複数の眼鏡の掛け換えが必要で、実用上煩雑になる。また、老視の程度が進むと、書類とPC画面の距離の差でさえ自然な作業姿勢のままではひとつの近距離用単焦点レンズの眼鏡で両方を楽にはっきり見ることが難しくなる。
このような不自由を解消するため、一つのレンズに異なる度数の部分を作ったレンズが多種類作られており、総称して両用レンズと呼ばれる。通常はレンズ上部が下部より遠い距離用で、レンズ下部が上部より近い距離にピントが合うように作られている。
両用レンズには大きく分けると下記の累進レンズと多重焦点レンズがある。

##### 累進レンズ
1枚のレンズ上で、異なる目的距離にあわせた異なる度数を持った部分を作り、その間を徐々に度数が変化する面（累進帯）で結んだレンズの総称。度数の変化が下記の多重焦点のような段階的ではなく累進的に変化するので累進レンズと呼ばれる。一般には「境目のない両用レンズ」などと呼ばれることが多い。
累進レンズの種類はいくつかあり、使用目的に合わせて遠近レンズ、中近レンズ、近々レンズと呼ばれる事が一般的で、各個人のニーズや目の使い方、年齢に合わせて種類・度数を選択する。またレンズのグレードも一般的なものから上級グレードまで存在する。一般向けではレンズの表側で度数変化の曲面を付けた外面累進が多いが、上級グレードは累進レンズの特性上の問題を軽減するため、レンズの裏側で度数を変化させる曲面を付けた内面累進や非球面累進が多く、高加入度数の場合は上級グレードの選択が強く推奨される。
遠近レンズは遠くを見ている時間が長い目の使い方に適したレンズで、近距離用（通常30cm～50cm前後）・中間距離用（通常50cm～1m前後）の視野が比較的狭い代わりに、常用して屋外の歩行や運転等でも使用できるよう、レンズ上部の遠距離用度数の視野が広く作られている。
中近レンズは室内でのデスクワークや読書、手作業等の近距離作業の時間が長い目の使い方に適したレンズで、遠距離用の視野はレンズ最上部の狭い範囲に限定される代わり、手元やパソコン等の近距離用から中間距離用の視野が遠近レンズよりも広く作られている。一般的な中近レンズは、会議・打ち合わせなどに必要な最低限の遠距離用視野はあるが、レンズの上下の真ん中付近は中間距離にピントが合う様に作られているため、屋外での使用には適さない。ただ、装用に慣れれば掛けたままで階段以外での屋内での歩行もある程度は可能である。
近年、中近レンズに分類される物の中でも、装用に慣れれば運転を除いた屋外使用が可能とされたレンズがあり、いわば遠近レンズと中近レンズの中間的な性格のレンズもある。
近々レンズは近距離作業を主目的としたレンズで、レンズ下部が大きく近距離用度数になっており、レンズ上部が中間距離用の度数になっている。中近レンズと違い遠距離用度数の部分はない。特に近距離用の視野が中近レンズよりもさらに広く、座った状態での遠距離を見ない長時間のデスクワーク・読書・手作業等に適している。近距離用単焦点レンズ、すなわち一般に言う老眼鏡の奥行き方向の明視域の狭さを、ある程度改善したものと言える。歩行には適さない。
累進レンズはその特性上、レンズの中央でない周辺部では像の歪み、ぼやけを伴い、明視できる視野が普通のレンズに比べて狭く、また下部が累進的かつ段階的に老視用の度数になっているため、視野が揺れて感じたり、遠近感などが狂いやすい、足下がぼやけるなどの現象もある。加入度数が強いほどこの特性はより顕著になる。そのため、自然体の姿勢でいると、階段や段差のある場所では踏み外しやよろめきなどで転倒・転落などのおそれや、人通りの多い箇所では歩行中、他の歩行者との接触・衝突なども起きやすいなど、特有のリスクもあるため、使用時にはレンズの周辺部に視線が入らないようにする、視線の使い分けを十分に行えるようにするなどの注意が必要である。
また遠部と近部はあごの上下などで最適な明視域を調整する必要があるため、不自然な姿勢になりやすく身体的負担も増大する、食事などのように俯き加減の姿勢で近用部がほしい場合などには視線が合わないなど、姿勢や角度によっては非常に見づらくなるなどの問題点もあるので、状況によっては遠用時には普通レンズの眼鏡に掛け替える、あるいは近用の頻度が多い、または近用時の時間が比較的長い場合は一時的に眼鏡を外すか、より近距離に特化した累進レンズや単焦点の老眼鏡に掛け替えるなどの必要がある場合もある。
さらに自動車などの運転時には直接目視の時などに肝心な方向がぼやけやすく、そのため顎を大きく引く、あるいは眼鏡をやや下向きに掛けて近用部に視線が入らないようにするなどの工夫が必要な場合もあり、特に夜間はミラーや後退時の安全確認で見づらい場合もあるので注意が必要であり、このため軽自動車や普通乗用車など、普通免許で運転可能な範囲のものであればそう大きな問題はないが、中型・大型免許の適用範囲である大型の四輪車の運転や、重被牽引車を牽引して運転する場合では遠近両用などの累進レンズの使用はなるべく避け、普通レンズの近視用などに処方された眼鏡の装用が望ましい。
そうした事からそれらの特性への「慣れ」が必要である。遠用度数に加えられる老眼用の度数を加入度数といい、正視の老眼鏡でいう適正な度数に相当するが、遠近両用の累進レンズの場合は老眼の初期症状が出る40歳代前半のうちから掛け始めると、加入度数が概ね1.5D以下程度とそれほど大きくない場合が多いので累進レンズの特性に比較的慣れやすいが、ある程度老眼が進行する40歳代終わりから50歳代以降から掛け始めると、加入度数が概ね2.0D以上と大きくなる場合が多いので累進レンズの特性に慣れにくくなり、むしろ使いづらい場合も出てくる。レンズを処方される場合は生活様式などを配慮して慎重に度数などを決める、中近もしくは近々などのレンズを場面に応じて使い分けるなどの必要が出てくる場合もある。また加入度数が2.0Dを超える場合は内面累進などの上級グレードのレンズの選択が推奨され、小さめのフレームは避けた方がよい。どうしても累進レンズの特性に慣れない場合は累進レンズの使用を断念し、後述の多重焦点レンズの使用を考えるか、単焦点の遠用と近用、中距離用などの眼鏡を作り、面倒ではあるが掛け替える方法以外選択肢はない。元の近視・遠視・乱視などの度数が相当強い場合や、左右の度数差が概ね2.0D以上ある不同視の場合も同様である。
ただし、元の近視や遠視が強いほうがむしろ遠近両用レンズに慣れやすいとする見解もある。理由としては、元の近視が強い場合にはレンズを通した像の大きさの違いや歪みに慣れていることが挙げられる。元の遠視が強い場合には、遠近両用眼鏡によって得られる利便性が高いことが挙げられる。つまり、遠視が弱ければ遠くは裸眼で見ることにして必要時のみ単焦点の老眼鏡をかけることでも老眼に対処できるが、遠視が強い人が単焦点の眼鏡だけで老眼に対処するとしたら2本の眼鏡を持ち歩いてかけ替える必要がある。遠視の強い人は単焦点から遠近両用レンズにすることで持ち歩く眼鏡を1本にできるので遠近両用レンズの利点が大きいというわけである。

##### 多重焦点レンズ
遠距離用補正レンズ（台玉）の中に、小玉と呼ばれるより近距離用の度数の窓を作ったレンズ。上下で半分に分かれている物もある。一般には「窓のある両用レンズ」などと呼ばれる事が多い。
このタイプのレンズでは、遠距離と近距離の二つの目的距離にそれぞれの度をあわせた二重焦点（バイフォーカル）がよく使われる。老視の程度が進むと、パソコンや囲碁・将棋などの時に必要な中間距離が、遠距離用度数部分と近距離用度数部分のどちらから見てもはっきり見えない状態になるため、使用する人のニーズによっては、遠距離用部分と近距離用部分の間に中間距離用部分を挟んだ三重焦点レンズ（トライフォーカル）を選択する場合もある。
慣れれば、常用して屋外での歩行・運転は不可能ではない。累進遠近レンズに比べて近距離用視野が広い、視野の揺れ、歪みも少ないなどの長所もあるが、遠用部から近用部の境目で急に遠近感などが狂ったり、像の大きさなどが異なって見える場合もあるので、累進レンズの場合ほどではないが、ある程度慣れが必要である。また近年は外観上の理由から使用する人が少なくなっているが、加入度数がかなり強めの場合は累進レンズに比べて使いやすい面もあることから、一部では需要もある。

### 面形状による分類

#### 球面レンズ
表面・裏面とも球体の一部を切り取った曲面に研磨されたレンズを球面レンズという。レンズの性能からいえば球面が最良であるとはいえないが、レンズ曲面を球面とすることで研磨が非常に容易になり、それほど精密でない研磨機でも高精度な研摩ができる利点がある。
縦方向と横方向とで度数を変えて乱視矯正を含めたものは面形状が球面ではなく、正確な光学上の分類では球面レンズではない。しかし、眼鏡レンズでは慣習として、球面レンズと同じラインアップ上の製品であれば「球面レンズ」と呼んでいる。

#### 非球面レンズ
非球面レンズは片面または両面を平面でも球面でもない曲面としたレンズである。そのため断面を見ると外周と内周とでカーブの曲率がなだらかに変化している。
球面でなくする意図には次のようなものがある。
1. レンズを薄くする。
2. 度数誤差の低減。すなわち、球面レンズではレンズの周辺部で度数が強くなっていたのを、周辺部まで一定の度数にする。
3. 非点収差の低減。球面レンズではレンズの周辺部で物がぼやけて見えていたのを、はっきりさせる。
4. 歪曲収差の低減。レンズ周辺部で物が歪んで見えるのを緩和する。
5. 他者から見てメガネのレンズによる装用者の顔の輪郭の途切れを最小限にする。

遠視用レンズは球面設計では十分な光学性能の実現が難しく、大きな光学的歪みを生じるが、非球面設計によって改善される。昭和7年（1932年）の書籍にも非球面レンズへの言及があるが、当時の非球面レンズはもっぱら高度遠視に用いるものとされていた。
今日では近視用の非球面レンズも販売されているが、近視用レンズでは球面設計でもそこそこ良好な光学性能が達成可能なので、非球面設計にする目的は1の薄型化が主である。眼鏡に用いられるメスニカスレンズは、外面を凸レンズ、内面を凹レンズにし、打ち消し合った後に残った差分で視力を矯正するものである。外面と内面を打ち消し合わせているのは薄さの面では無駄であり、薄くするだけならば外面カーブを緩くして平凹レンズに近くすれば薄くなるが、球面設計のままただ外面カーブを浅くしては光学性能が大きく低下して見え方が悪くなる。非球面形状を採用すれば、球面レンズと比較して緩い外面カーブでも必要な光学性能を満たすことができ、薄く仕上げることができる。
4の点は、近視用では球面でも非球面でもほとんど差がない。眼鏡店では近視の客にも非球面レンズのほうが歪みが少ないと言って勧めることがあるが、その際の歪みとは、2や3にある度数誤差や非点収差といった光学上の歪みを指す。また、4と5は相反する性能であり、両方を同時に改善することはできない。歪曲の補正を重視して設計すると輪郭の途切れが大きくなり、輪郭の途切れを小さくしようとすると歪曲が大きくなる。どちらを重視してどちらを犠牲にするかを選べるレンズ銘柄もある。
歪曲収差は慣れの要素も大きい。光学技術者は、光学機器の設計に当たって複数の硝材を使い分けて収差を補正した経験から、人間の眼球においても同様の補正が行われていると思いがちだが、実際にはなんら補正されていないというのが結論である。網膜に映っている像は裸眼でももともと歪曲しており、外界の直線は網膜には直線として映っていない。それが本人に直線に見えるのは、歪曲込みの像を中枢レベルで直線として学習した結果である。歪曲収差のある眼鏡をかけると当初は見え方の歪みを感じるが、3日もすれば順応しまい、むしろその眼鏡を外して裸眼になったときに裸眼での見え方が歪んでいるように感じるものである。
度数誤差が小さく周辺部まで度数が一定であることも、近視用レンズではクレームに繋がることがある。近視は弱めに矯正されることが多いので、球面レンズでレンズ周辺部の度が中心部より強いことで結果的によく見える度になることがある。そのような状態に慣れた人が同度数の非球面レンズに変更すると、球面レンズより周辺部の見え方が悪いと感じることがある。
さらに細かく分類すればレンズの外面のみを非球面にした外面非球面と、内面を非球面にした内面非球面、両面を非球面にした両面非球面とがある。それぞれの性能は、理論的にはどれでも大差ないが、現実には製造工程の都合で外面非球面の性能が劣る。
外面非球面は、ある度数範囲を同じ非球面形状で兼用し、内面を目的の度数に合わせて球面研磨することでそれぞれの度数のレンズとして仕上げられる。用意すべき非球面形状が少なくて済むので安価に量産できる。使用する人の度数がたまたま兼用する度数範囲の中央に当たればよいが、範囲の境界に当たれば性能が劣るかもしれない。それに対して内面および両面非球は度数一段階ごとに別の非球面形状を用意するので、どの度数でも理想的な非球面形状が使用される。その代わり生産コストが嵩む。

### 材質による分類
主なレンズの材質はプラスチックとガラスである。また、極めて高価なため使用する人は稀だが、人工水晶や人工サファイアを使用したレンズもある。現在では販売量の9割近くがプラスチックレンズである。

#### プラスチックレンズ
利点としては、「割れにくい」「軽い」「染色によってカラーの選択が自由」がある。欠点としては、傷が付きやすい。
通常はハードコート（後述）がなされているものの、ガラスレンズには及ばない。ただし、耐擦傷性向上によるガラスレンズ並みの傷つきにくさを謳う製品もある。また、プラスチックレンズは同度数のガラスレンズに比較して厚い。屈折率の高いプラスチックが開発され薄くなってきているが、同時に屈折率の高いガラスも開発されており、レンズの薄さについては依然としてガラスの方が優位である。また、日常生活では特に問題にはならないことが多いが、ガラスレンズに比較して熱に弱い。
アクリル樹脂やポリカーボネートの様な有機ガラスが使用される。光学面では素材そのものの性能はガラスより劣るが、設計と製造の自由度が高いため、ガラスでは難しいハイカープレンズや累進焦点レンズでは、光学面においてもプラスチックに優位性がある。

#### ガラスレンズ
プラスチックに比べ、光学的性能が高く、傷が付きにくく、熱に強い。また、レンズはプラスチックより薄くすることが可能で外観に優れる。一方で、衝撃に弱く（ヒビが入ったり割れたりすることがある）、薄いにもかかわらず重い。
プラスチックレンズが主流になり、ガラスレンズは少なくなっているが、調理場や工場・焼却施設など、化学薬品や油分・火気の使用が多い場面での使用では、ガラスレンズに優位性があり、一部では根強い需要もある。

#### 高屈折レンズ
通常の眼鏡レンズより屈折率の高い材質を用いたものを高屈折レンズという。ガラス・プラスチックともに商品がある。高屈折率プラスチックレンズの素材としては、三井化学のMRシリーズに代表されるチオウレタン系の樹脂が広く採用されている。
- 利点
  - 薄い。
  - 通常は軽くなる。
  - 屈折率の高さによるキラキラした外観が人によっては高級に感じられる。
- 欠点
  - 高価である。
  - アッベ数が低いため、レンズ周辺部で色収差が感じられる。
  - 割れやすい場合や、コーティングが剥がれやすい場合がある。
  - 比重が高く、体積の割に重い。この欠点は通常は薄くなることによって打ち消されるが、弱度では打ち消されないこともある。
  - 屈折率の高さによるキラキラした外観が人によっては品なく感じられる。

高屈折レンズの極端な例としてはサファイアレンズがある。このレンズの利点は、
- 強度に優れ、ガラスよりも傷がつきにくく、割れにくい。
- 屈折率は1.77アッベ数が共に高い。特にアッベ数は72と極めて高い（通常のレンズは32～58）。
- 強度が高いため非常に薄くできる。

といったものであり、特性は極めて優れている。ただし1枚100万円以上と極めて高価である。
ローマ皇帝ネロは、サファイアのサングラスを愛用していた（サファイアの反射鏡とする説もある）。

### コーティング・機能
レンズ表面に施されるコーティングや素材により機能を持たせたレンズも存在する。カタログ等に表記される名称はメーカーによって異なる。現代ではコーティングや機能をオプションとすることで標準価格を抑える販売手法が主流となっている。
紫外線カットコート
プラスチックはそれ自体に紫外線を通しにくい性質を有するが、よりカット率を高めるためコーティングが施される。
紫外線カットの眼鏡レンズは、バイオレットライト（波長が360〜400nm）もカットするが、バイオレットライトに近視の進行を抑制する効果があるとして、メガネによる紫外線カットが近視を増加させているという報告もある。これに対応してバイオレットライトを選択的に透過するレンズも登場している。さらには、紫外線そのものに近視抑制効果があるとする説もある。
ハードコート
レンズに傷がつくのを防止する。ハードコートの技術が開発される前のプラスチックレンズは極めて傷つきやすいため販売量が伸びなかったが、ハードコートが施されるようになってからは実用上問題ない傷つきにくさを得、販売量でガラスレンズを凌駕するに至った。現在ではハードコートの施されていないプラスチックレンズは生産されていない。
汚れ防止
水や皮脂を弾きやすくすることで、汚れにくく拭き取りやすくなる撥水コート、湯気で曇らない防曇コート、埃が付きにくい帯電防止コートなど。防曇コートは付属の液体（界面活性剤）を定期的につけるタイプが主流だったが、不要なコーティングも登場している。
反射防止コート
光の反射を防止する。これが施されていないと、装用者自身にとってはレンズ裏面に自分の目が映って見えたり、背後から来る光が反射したりする。写真撮影の際、カメラのフラッシュ光が反射して目が透けず真っ白に写り、運転免許証やパスポートや個人番号カードの申請では、差し替えや撮り直しを指示される。
現代ではキズ防止、紫外線カット、撥水、反射防止は標準コートであるため、より性能を高めたコーティングをオプションとして設定しているレンズが多い。
耐熱レンズ
レンズの各コーティングは、膨張率が異なるため、熱が加わるとコート層の境目から剥がれやすい。対策として、各コーティングの膨張率を揃えることで剥がれを抑えたレンズ。熱に弱いプラスチックレンズの耐熱性を高めるものではない。
衝撃吸収（プライマー）
強度を高めるコーティング。レンズに衝撃がかかった際に割れにくくなる。縁なしやナイロールフレームに有用である。
偏光
水面や雪面からの表面反射光をカットする偏光板を使用する。
ミラー加工
レンズ前面に光を反射するコートを施す。
カラーレンズ
プラスチックが着色しやすいことを利用し、素材自体が着色されたプラスチックレンズ。ファッション用の他、眩しさの軽減や視力矯正機能のあるサングラスとしても利用できる。
調光レンズ
紫外線量や温度により、透過率が変わるレンズ。眼鏡兼サングラスとて利用出来る。
ブルーライトカット
高エネルギー可視光線（波長が380〜500nm）を軽減するレンズ。ガラスではコーティングとなるが、プラスチックでは添加剤や薄茶色の着色により、レンズ自体でカットするものがある。カット率が高いレンズは、視界が黄色がかって見えるものもある。デジタル機器による睡眠障害や眼精疲労、眼の障害の防止を謳って販売されている。日本眼科医会は2021年4月、睡眠障害の防止については効果を期待できる可能性があるとしながらも、それ以外の効果は期待できないとし、さらに小児にブルーライトカット眼鏡を装用させては自然のままの太陽光を浴びる機会を奪い近視進行のリスクを高めるとして、小児の装用に対して慎重意見を表明した。米国眼科学会も、ブルーライトが眼に悪いとする科学的根拠はなく、ブルーライトカット眼鏡の使用を推奨しないとしている。

#### 視力矯正以外
サングラス、色覚補正眼鏡、防塵眼鏡、3D眼鏡、伊達眼鏡、PCグラス（ブルーライトカット）などがある。

## フレーム
眼鏡のレンズを眼前に固定するための構造をフレームまたは枠という。眼鏡フレームの世界三大産地はイタリア、日本、中華人民共和国。日本での生産地は福井県鯖江市や福井市であるが、低価格品は割安な中国製に代替されつつある。

### 眼の前に固定する方法による分類
フレームの第一の目的は、眼の前の適切な位置にレンズを固定することである。固定する方法は、以下のように様々なものが試みられてきた。

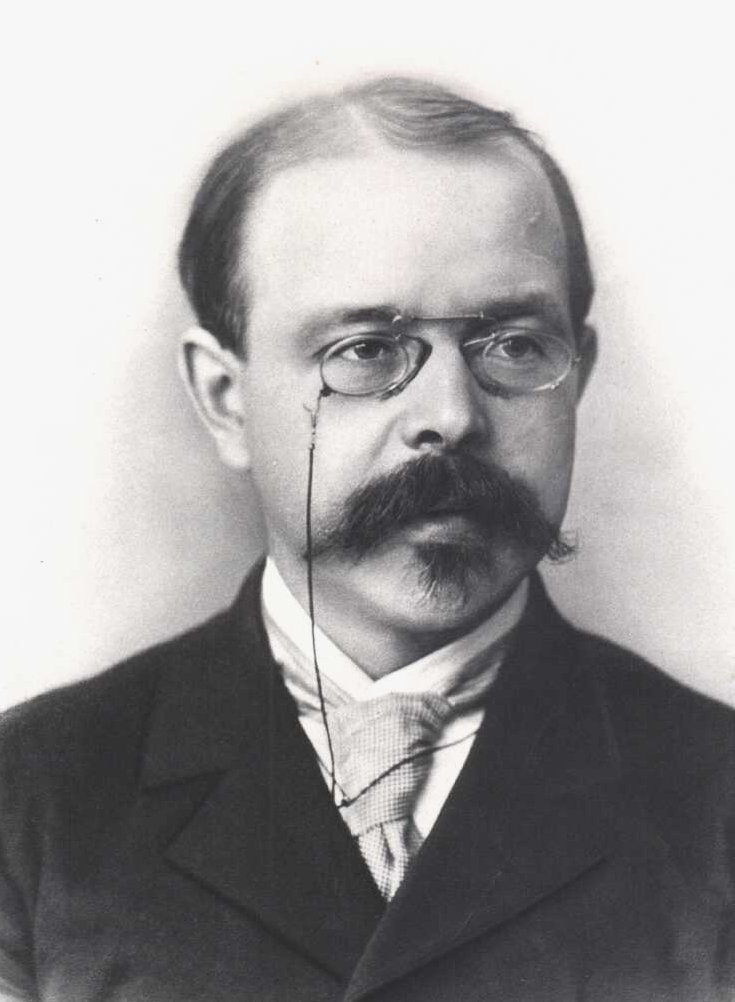
鼻眼鏡の例（人物はヴァルター・ネルンスト）

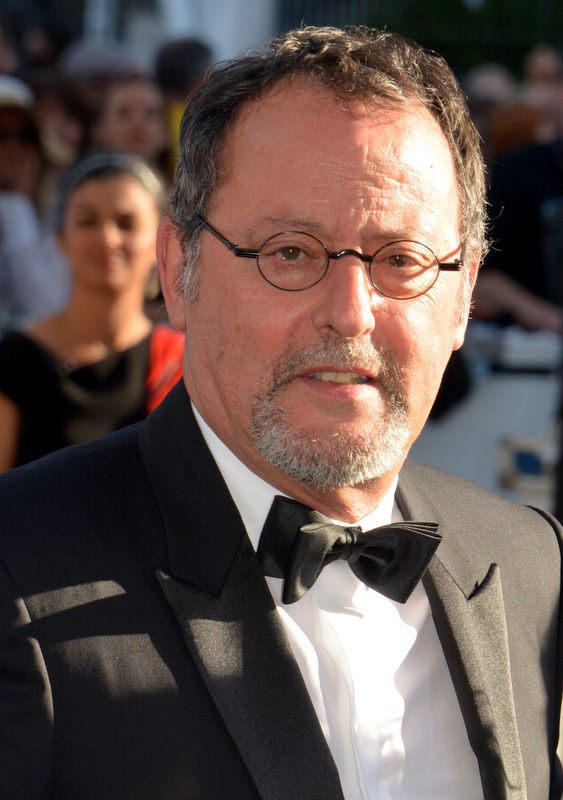
一山の例（人物はジャン・レノ）

柄付眼鏡
眼鏡に持ち手がついていて、それを持って使用する。最初期の眼鏡はこの形態だったが、現在では日常的に使われることは少ない。現在では、役所などで貸し出し用の老眼鏡として、また、眼鏡店などで試用や検査のために使われる。虫眼鏡とは、(1)虫眼鏡が一枚のレンズから成るのに対して、柄付眼鏡は二枚のレンズから成る(2) 虫眼鏡は見たいものに近づけて使われるのに対して、柄付眼鏡は目に近づけて使われるという違いがある。
紐つき眼鏡
紐で眼鏡を顔に押し当てて安定させるもの。今日では視力矯正用眼鏡よりも保護眼鏡や水中眼鏡で多く使われる方式である。視力矯正用としても江戸時代の日本で使われ、大戦中にはガスマスクの下にかける眼鏡としてドイツの兵士に支給された。現代の日本でも剣道の面の下にかける眼鏡として市販されている。
片眼鏡
片方の眼の周囲の肉にはめ込んで使う。過去に何度か流行したが、現代では一般的でない。モノクルとも。落下に対する備えとして紐や鎖が付けられることがあった。
鼻眼鏡
鼻をばねで挟むような形で装用する。耳かけ、いわゆるテンプルが発明される以前からある形式である。テンプルが発明された後も使用され続け、19世紀末から20世紀初頭にかけて流行したが、現代では一般的でない。目立たず、審美上の利点があるが、顔の形によっては掛けるのがほとんど不可能である。フィンチ、パンスネ、鼻掛眼鏡とも。英語の eyeglasses はかつて、少なくとも眼鏡商の間ではこの形式のものをのみ指した。落下に対する備えとして紐や鎖が付けられることがあった。詳細は別項を参照。
一山（いちやま）
テンプルはあるが鼻当てがなくブリッジが直接鼻に当たって眼鏡を支えるもの。現代では少数派である。今日では両者は眼鏡を指す同義語となっているが、英語の spectacles はかつて、少なくとも眼鏡商の間ではこの形式のものをのみ指し、鼻眼鏡を指す eyeglasses と区別された。鼻当てつきのものと違って鼻の高さに合わせて調整することができないので、同一デザインでブリッジ高さを変えたフレームが多数用意された中から、鼻の高さだけでなく出目奥目の具合をも考慮して適切なブリッジ高さのものを選ばなければ正しくかけられない。鼻が高さが同じでも、出目であれば張り出したブリッジを選択すべきではないし、奥目であれば張り出したブリッジが必要になる。一山フレームが一般的だった時代の眼鏡処方箋には、ブリッジの高さ、幅、深さの記入欄があった。落下防止のため、縄手や長手が持ちられることが多い。1912年のアメリカン・オプティカル・カンパニーの一山フレームには、瞳孔間距離、ブリッジの鼻に接する部分の幅、同じく高さ、そしてレンズに対してブリッジが張り出しているか同一平面上か引っ込んでいるかの順列組み合わせで180種のブリッジが用意されていた。店頭に一山フレームが一つあるいは数個しか在庫されていないようでは、そのフレームがたまたま自分の顔に合っているのは幸運な場合のみである。
つる付き眼鏡
鼻当てとテンプルによって支える形式。英語では当初、eyeglasses に spectacles のテンプルを取り付けたものであることから spectaclettes スペクタクレッツと呼ばれた。1913年の書籍では鼻の斜面が垂直に近かったり肌が敏感だったりで一山をかけられない人に勧められるフレームとして位置づけられていたが、現代では最も一般的な形式である。鼻眼鏡と対比しては耳掛眼鏡とも。

### 素材による分類
メタルフレーム
金属製のフレーム。古くから存在し、鉄や真鍮が用いられてきた。近代ではステンレスの導入例が見られるが、強度が高い一方で可塑性に難がある。また材質の性質から重量がかさむため、レンズ周囲は細いワイヤー状、テンプルもワイヤー状かテーパー状の薄板で極力軽量に形成することが一般的である。金属アレルギーの者には不適な場合がある。
金無垢
メタルフレームのうち、材質に金を使ったものをいう。実際には純金（24金）は軟らかすぎるので適さず、実用的な硬度が得られる合金の18金や14金の合金が使われる。表記は18K、14K。柔軟性がある、腐食しにくい、金属アレルギーを起こしにくい、などの長所がある一方、貴金属だけあって高価である。
チタンフレーム
チタンで作られたフレーム。加工が難しいため、鉄やステンレスよりも高価であるが、腐食が起こりにくく丈夫で軽いことから、シニア向けフレームに用いられることが多くなった。表記はTi-PまたはTi-C。なお、-Pは純チタン、-Cはクラットチタン。後者はチタンを芯材（ベースメタル）とし、その周囲をニッケル合金等で覆ったもので、ニッケルめっきの表面処理を、通常合金と同様に行うことができる。
フレームカラーの種類を限定されないことから、多様なニーズに合わせることができる。また、パッド足等のパーツがろう離れした際にも、店頭で修理を行えるので、βチタンはチタン合金の中でも通常合金に近い扱いが可能である。チタンフレームは「タイタニウムフレーム」「チタニウムフレーム」とも称される。
チタンは、素材の軽さや丈夫さにより数多くのスポーツブランドも製造している。
銀縁
メタルフレームのうち、銀で作られたもの。銀は眼鏡フレームには適さないので、商品としてはあまり流通していない。銀色をした、銀でないめっき加工されたフレームをいうこともあるが、眼鏡店の店頭では誤解を避けるため、この意味では使われず、俗称である。
形状記憶合金製フレーム
メタルフレームのうち、現代におけるスポーツフレームに多く用いられるもので、激しい運動でずれにくく、運動での衝撃で曲がったり折れたりする事が殆ど無い合金素材を用いた物。反面、衝撃で曲がらないとは裏を返せばフィッティングのために意図的に曲げようとしても曲げられないことでもあるので、レンズの位置角度が正しく合っておらず頭痛や眼精疲労を起こしかねない状態でも、フレームをフッティングで修正することができない。この種のフレームを選ぶ際は、鏡の前で色々掛け比べて、フッティングするまでもなく初めからレンズが瞳に対して正しい位置角度に来ているものを選ぶ必要がある。
軽量チタン合金製フレーム
チタンフレームを極限まで軽量化した物。フレームの重さでずり落ちにくいと宣伝されているが、その一方でフレームが軽すぎるとレンズの重さにより眼鏡全体の重心が前に偏りかえって重さが気になるとする主張もある。変わり種としてリムからブリッジ部分を軽量樹脂製にした物もある。
但し、フレームを極限まで細くした為に、金属疲労を起こしやすく、通常のフレームに比べて耐久性や寿命は劣る。
セルフレーム
ある程度の厚みないし太さを持った、合成樹脂で成形されたフレーム。20世紀に入って出現した。かつて初期の合成樹脂であるセルロイドで作られたことからこのように呼ばれるが、実際の材質は素材の進化によりアセテートが殆どである。安価な眼鏡量販店で売られるフレームはプラスチック製である。プラスチックは金型を用いた射出製造が可能で生産性が良く、着用者のニーズにおいても軽量性を保ちつつ多様なデザイン・色彩に対応できる特長がある。一方、少量多品種生産の高価格品は、射出成形では高価な金型のコストが回収できずかえって高く付くので、アセテートの厚板からの削り出しで作られる。
顔の印象を大きく変えるファッション性が魅力だが、掛け心地の調整に余地が少ないのが欠点である。テンプルの先は、熱で柔らかくして調整できる。しかし、鼻当て部分をこの方法で調整しようとすればリムまで変形してしまう。メタルフレームには智の部分を曲げることでレンズをやや下向きの光学的に望ましい向きに調整できるものが少なからずあるのに対して、セルフレームは通常そのような調整ができない。ただし、メタルフレームでも智に装飾のあるものはレンズの向きが調整できないし、セルフレームでも鼻当てをメタルフレーム同様としたり合い口に初めから大きな隙間のあるデザインとしたりしてそれぞれの部分を調整可能としたものもあるので、あくまでも典型的なセルフレームと典型的なメタルフレームとを比べた場合の話である。
鼈甲縁
鼈甲で作られたフレーム。英語圏ではホーンリム（英: horn-rimmed glasses）と呼称される。現在ではワシントン条約により輸出入が禁止されているため、非常に高価である（象牙の印章同様、規制施行前に輸入された材料で作った製品しかない）。化学合成で作られた鼈甲風のセルフレームをいうこともあるが、眼鏡店の店頭でこの意味で使われないのは「銀縁」と同じである。
黒縁・赤縁など
メタルフレームやセルフレームにおいて黒や赤などに着色されたもの。主にセルフレームで用いられる。メタルフレームの黒縁では、特に丸眼鏡ではハリー・ポッターのような印象になり若干の人気がある。
メタルフレームではフレーム素材に焼き付け塗装、セルフレームでは型入れ・型抜き段階でアセテート原料に着色を行われる。
特殊樹脂製フレーム
弾力性があり軽量な特殊樹脂が使われ、スポーツフレームに多用されている。弾力性があり、しなるのでフィット感が高い。また、スポーツや遊戯中の事故でボールなどが当たった場合に、衝撃吸収もしくはフレームが一定の衝撃強度で割れるようになっており、衝撃が集中しない構造になっている。
反面、弾力があるとは裏を返せば調整が効かないことでもあるので、レンズの位置角度が正しく合っておらず、頭痛や眼精疲労を起こしかねない状態でも、フレームをフッティングで修正することができない。この種のフレームを選ぶ際は、鏡の前で色々掛け比べて、フッティングするまでもなく初めからレンズが瞳に対して正しい位置角度に来ているものを選ぶ必要がある。

### リムの有無による分類

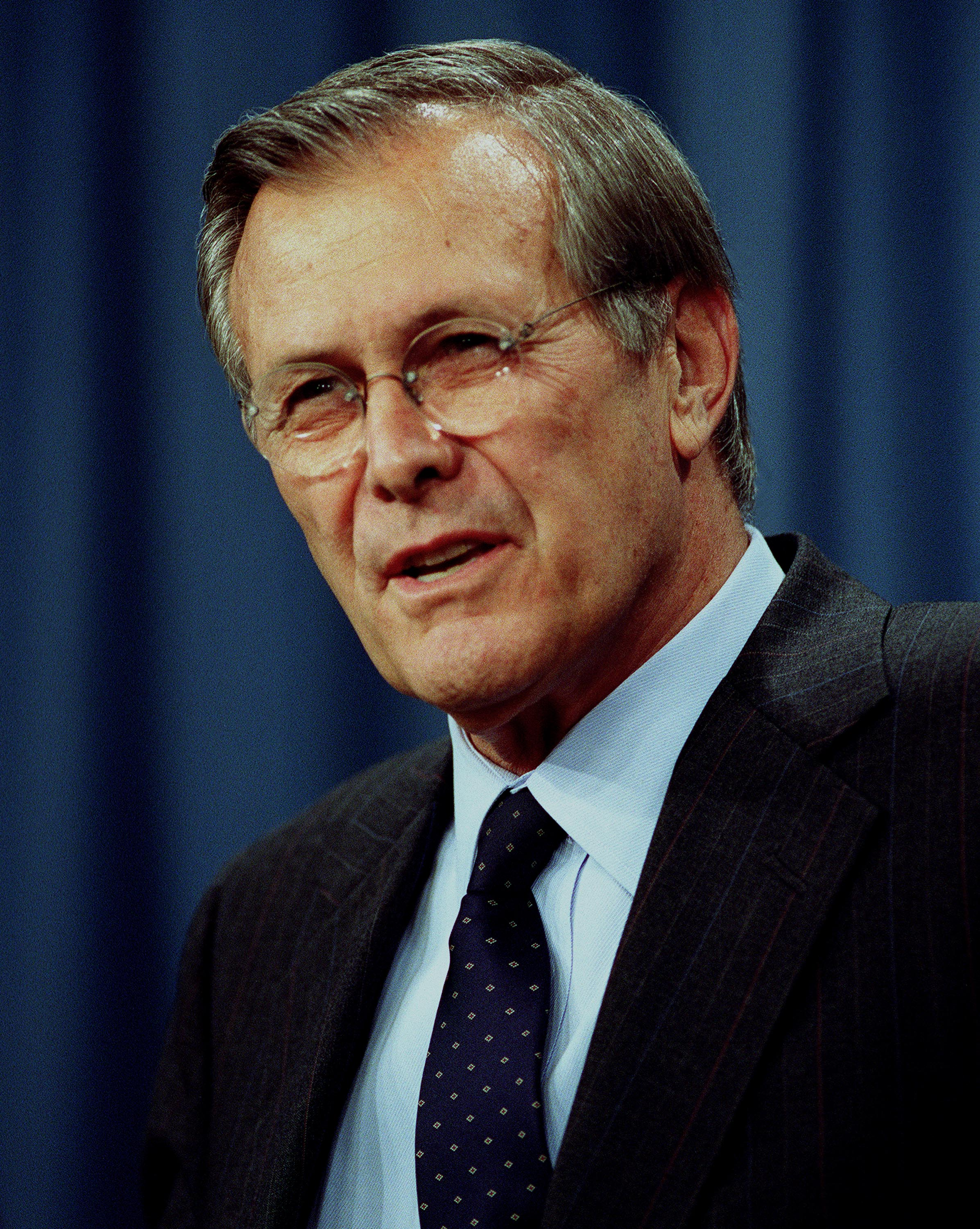
縁無しメガネの例（ドナルド・ラムズフェルド）

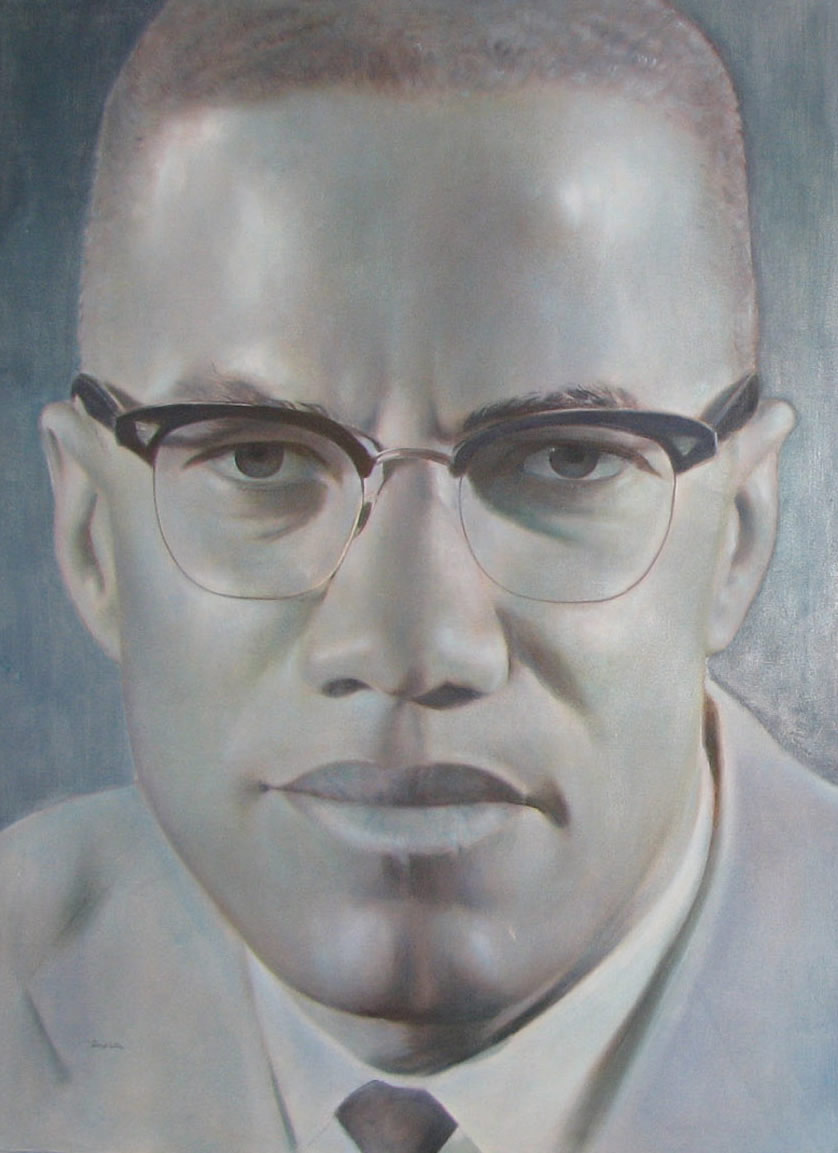
サーモントメガネの例（マルコムX）

フルリム
金属製やアセテート繊維製の縁で、眼鏡レンズの全周を覆ったもの。
縁無し
レンズの外周を覆う縁のないもの。リムレス（英: rimless eyeglasses）、フレームレス（英: frameless eyeglasses）、レンズが二点で留められていることからツーポイント（和製英語）、金属部分が三つあることからスリーピース（英: three piece eyeglasses）とも。セイコーによれば、眼鏡のフレームとは絵画の額縁のようにレンズを囲っていることから来た呼び名である。その語源から考えれば、レンズを囲っていない縁無し眼鏡の金属部分をフレームと呼ぶのは誤りであり、マウンティング mounting と呼ぶべきだとセイコーでは主張している。古い書籍にも、縁のある眼鏡の金属部分をフレーム、縁無し眼鏡の金属部分をマウンティング mounting またはクラスプ claspと呼び分けているものがある。
レンズに直接ねじ止めを施し、強度のあるフレームを持たないことから、破損したりレンズのガタつきを生じたりしやすく、実用上の利点はない。フレームがないため眼鏡の存在が目立たず、顔に明るい雰囲気を与え、聡明そうに見える装飾上の利点がある。一見すると縁が無く視界の邪魔にならないように思われるが、実際にはレンズを固定するネジが縁よりよほど視界の中心に近いところに入る上にレンズの端がフレームで覆われていないためそこに光が反射して視界の邪魔になる。
明治期より2000年代初期に至るまで何度か流行しており、眼鏡を強調させたくない人が好んで使用する。昭和3年の書籍にも、社交界の婦人の間にひどく流行して、中には度のない素通しの縁無し眼鏡をかける者もいたとの記述が見える。
現存する世界最古のふちなしメガネは、1825年にオーストリア帝国ウイーンのフォークレンダー・アンド・サン社で作られた製品で、左右のレンズがつながった一枚のガラスで出来ており、つるだけが金属で出来ている。
サーモント（sirmon glasses、別称ブロー・グラス、コンビネーションフレームB）
リムの上部はナイロン、下部は金属のフレームで構成されている。1940年代に登場。1950年代中期から1970年代前半にかけてメガネの代名詞になるほど隆盛する。著名な装着者は、カーネル・サンダースやマルコムX。日本では俗に「眉毛めがね」「おっさんメガネ」等の通称がある。
ナイロール（Nyroll）
ハーフリム、セミ・リムレスとも。レンズの上半分のみを金属やアセテート製などの縁で覆い、下半分はナイロン糸で固定したものである。ナイロン糸の調整が必要で、ナイロン糸が経年劣化で緩んだり切れたりするとレンズが抜け落ちてしまう欠点がある。眼鏡店では半年ごとの確認・張り直しを勧めている。1990年代後半より流行し、現在でもかなりの需要がある。
逆ナイロール
アンダーリムとも。ナイロールとは逆に、レンズの下半分のみを金属やアセテート製などの枠で覆ったもの。眉毛周りやまつげ周りが強調される。2000年代にやや流行し、現在でも若干需要はある。
横ナイロール（サイドナイロール）
センターリムとも。レンズに対して、フレームの中央側を金属やアセテート製などの枠で覆い、フレームの両端側をナイロン糸などで固定したもの。フレーム両端側の固定に余裕が生まれているため、曲面的なデザインなど、フレームデザインの自由度が高い。最近出回ったばかりの新しいカテゴリー。
フルナイロール
レンズの大部分を糸（ナイロール）で固定する。
従来のナイロールはレンズの半周近くにフレームが必要だが、「フレーム」に3点で接する以外は、全てテグスでレンズを囲ったものを、考案者がフルナイロールと名づけた。
試験枠
検査のときに仮の眼鏡を組み立てるのに使うフレーム。仮枠とも。定形のレンズを簡単に抜き差しできるようになっている。それまでの検査で得た度数を試験枠によって実際の使用に近い状態で体験し、最終的な度数を決定する。眼鏡レンズには近視・遠視度数、乱視度数、乱視軸などによって非常に多くの種類があり、全てについて試験用のレンズを用意するのは不可能に近い。そこで仮枠では近視・遠視用レンズ、乱視用レンズ、さらに必要ならば遠近両用レンズを重ね合わせて装着し、乱視用レンズを乱視軸に合わせて回転させることで体験すべき矯正状態を再現する。レンズの形は真円かつ小径である。真円でないと乱視用レンズを回転させることができないし、小径でないと厚みが増し複数枚重ねることが困難になるためである。

### レンズの形状による分類

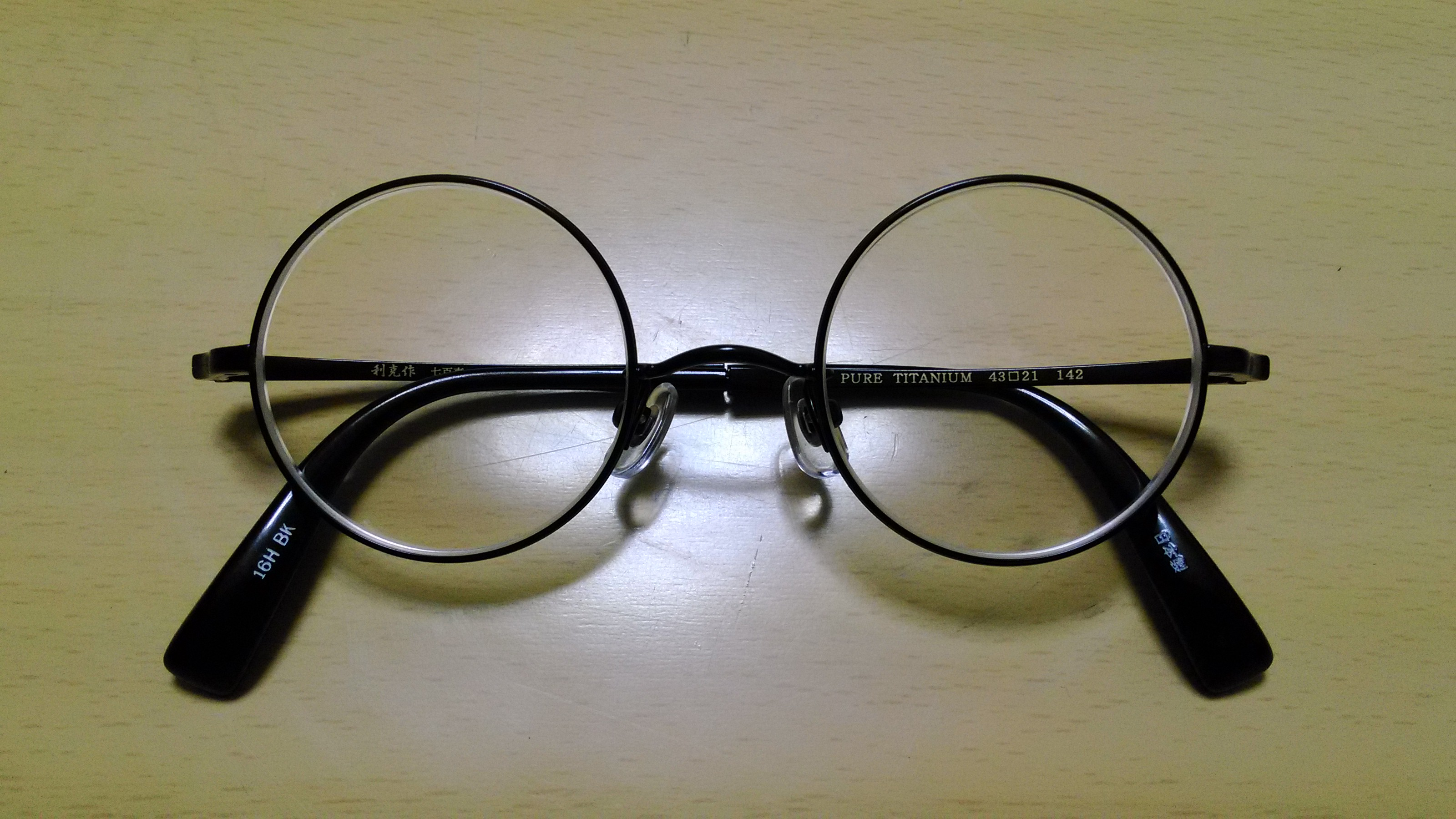
一般的な丸眼鏡の例

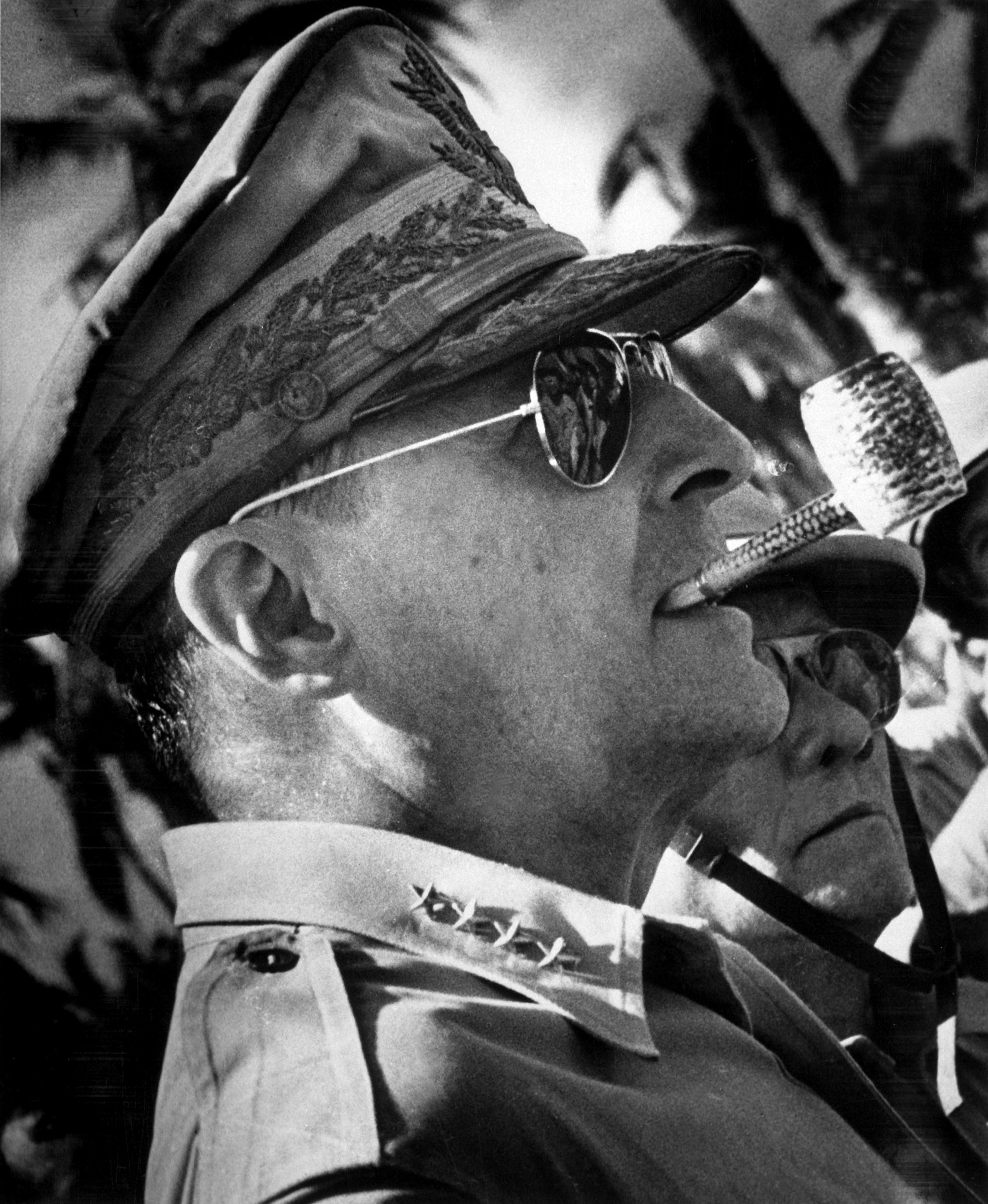
ティアドロップの例（人物はダグラス・マッカーサー）

ラウンド
円形を模したもの。いわゆる「丸眼鏡」。ただし真円では眼の錯覚により、縦長の楕円に見えるため、若干横長になっているものが多い。
オーバル
楕円。
ボストン
逆三角形。
ウェリントン
逆台形。
フォックス
つり目。「教育ママ」のカリカチュアに描かれるような型。1950年代のアメリカ合衆国で女性用として流行。
日本では、1950年代に一世を風靡した男性コメディアンのトニー谷がステージや映画で着用していたことで知られる。トニー谷がフォックス眼鏡を使ったのも「アメリカかぶれの毒舌芸人」というカリカチュア的イメージの強調が目的であった。
スクエア
長方形や正方形
カニ目
天地（上下の高さ）の極端に浅いもの。
オクタゴン
八角形。
ティアドロップ
茄子型とも。tear drop は和製英語であり、英語圏ではアビエイター（英: aviator sunglasses）といい、1930年代に開発されたレイバンのアビエイター型がその由来。ダグラス・マッカーサーが使っていたサングラスとして有名である。

### 著名人にちなむ分類

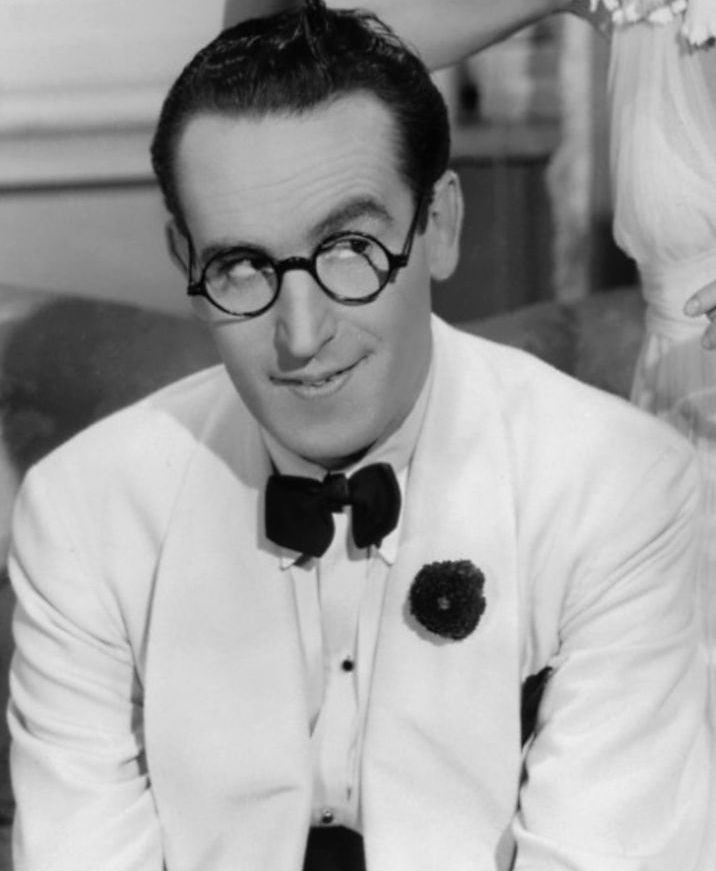
ロイド眼鏡の例（ハロルド・ロイド）

ロイド眼鏡
セルフレーム、フルリムで、ラウンドタイプのもの。黒縁のものが多い。

### テンプルの形状による分類

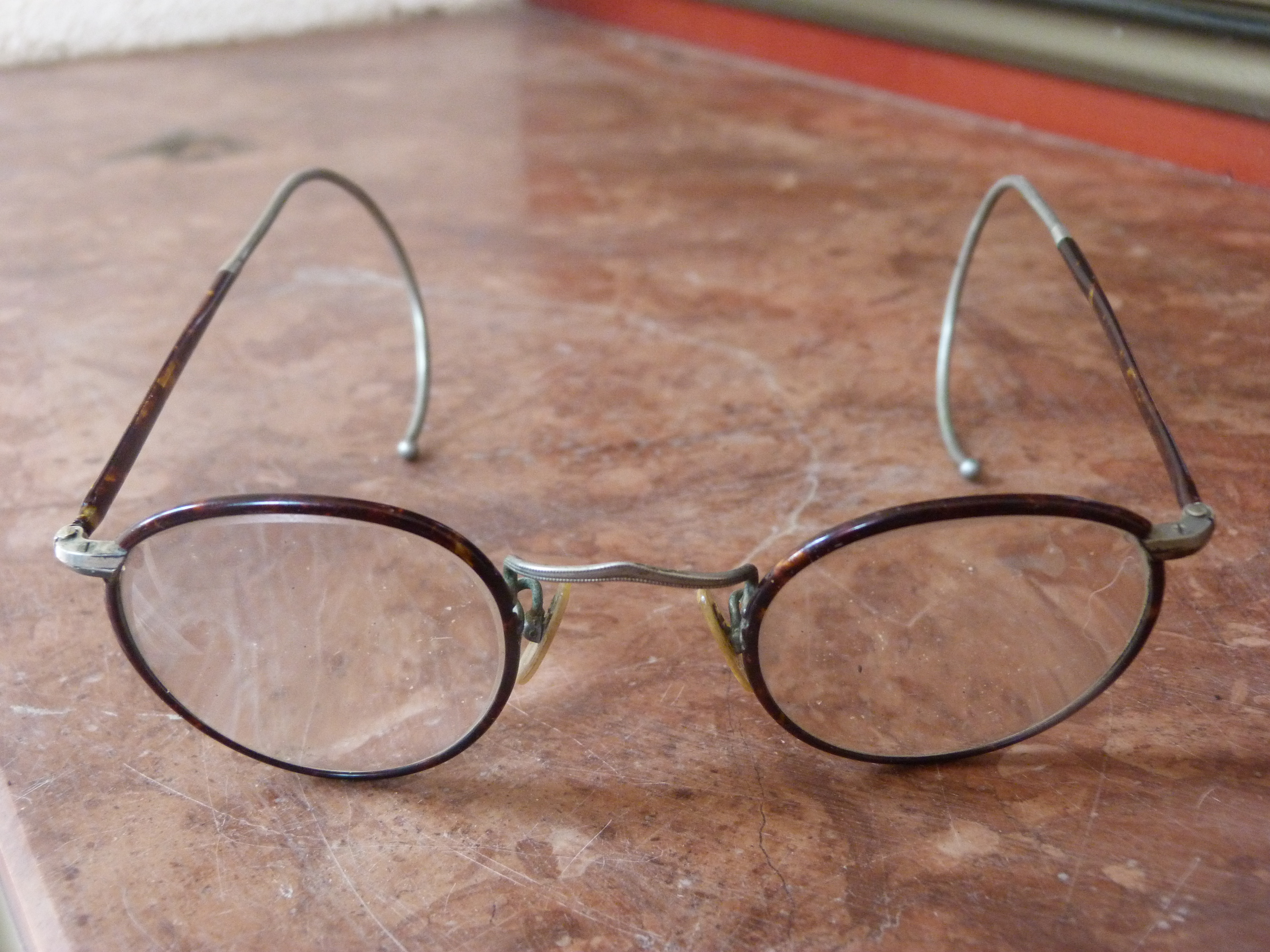
縄手の眼鏡

半掛け
一般的な形状。平仮名のへの字状になっている。
縄手
巻きつる、ケーブルテンプル、スポーツフレームとも。別名のとおり、テンプルが耳たぶのまわりをぐるりと巻きつくように作られたもの。元々は眼鏡の必要な人が乗馬中に眼鏡を落とすことがないよう開発されたものだが、最近は眼鏡の常用が必要な子どもが激しい遊戯の最中に落とすことがないよう使用される場合が多い。中度以下の近視は見えれば掛けなくてもいいが、遠視の子どもは正常な視力の発育のために眼鏡を常用することが多く、縄手フレームが使用されるのが普通である。眼鏡は衝撃が加わったとき外れることによりショックを吸収できるとする考えから、遊戯中の事故などの際に外れないと衝撃が耳や鼻に直接加わり怪我を負いやすくなるとして縄手フレームの使用に否定的な見解もある。ボールなどが当たった場合広い面積に圧力が加わることになるが、逆に繩手の蔓のメガネを掛けていた場合、狭い面積に力が集中し、特に蝶形骨を傷めた場合これが視神経にまで及び、最悪の場合は失明に到る恐れがあると報告されている。落下防止のために一山に多く用いられた。半掛けと比べると細身に作られている。
長手（ストレートテンプル）
落下防止のために一山に多く用いられた。

### フィッティング
眼鏡フレームを使用者に合わせて調整することを、日本では「フィッティング」という。英語圏で眼鏡の「フィッティング（fitting）」といえばフレーム調整よりも顔に合った眼鏡フレームを選択することに主眼があり、日本語でいうフィッティングはむしろ「アジャストメント（adjustment）」というが、ここでは日本語でいうフィッティング、つまり英語の「アジャストメント」について述べる。
フィッティングは、次の三つの要素を満たすべく行われる。
1. 光学的要素
  - 光学的要素とは、レンズを正しい位置に、適切な頂間距離、前傾角で固定することである。これを満たしていないと、検査結果のとおりの見え方にならなかったり、不要なプリズムにより頭痛や眼精疲労を生じたりする。
2. 力学的要素
  - 力学的要素とは、眼鏡がずり落ちたり側頭部が痛くなったりせず、快適にかけ続けられることである。
3. 美的要素
  - 美的要素とは、見た目に美しく、顔に調和していることである。

眼鏡店にあるどのフレームを選んでもフィッティングさえすれば三要素を満たすことができるわけではない。使用者の顔に合わないフレームを選んでは、どうフィッティングをしても三要素を満たすことができない。フレーム選択の段階からフィッティングが始まっているとも言われ、先にも述べたが、英語で眼鏡のフィッティングといえばむしろフレーム選択のことである。前述の鼻眼鏡は、少なくとも流行していた当時には美的に優れたものと見なされていたが、光学的にはレンズが斜めになりやすい問題点があり、力学的にも顔つきによっては掛けることが不可能で、光学的・力学的には必ずしも好ましくないことが当時から知られていた。弾力ある素材で作られたフレームは、なるほど力学的要素を満たしやすいが、光学的要素には疑問が残る。弾力があり曲げても元に戻るとは、逆にいえば意図的に曲げようとしても曲げられないことでもあるので、レンズが正しい位置に来ていなくてもフレームを曲げて修正することができないからである。
フレームの種類によっては、フィッティングに制限のあるものや、ほとんどフィッティングのできないものもある。そのようなフレームでは、眼鏡デザインではなくフレーム選択が特に重要であり、フィッティングするまでもなく、初めから三要素を満たすものを選ばなくてはならない。
眼鏡の装飾品としての側面とフィッティングとのバランスも問題になる。例えば、セルフレームの調整しにくい鼻当てを嫌ってこれを交換すると、かけ心地やレンズ位置の適切さは向上したとしても、フレームの見た目が元々と異なってしまう。ブランド名の頭文字をモチーフにした装飾がテンプルの根元から側面に施されているとして、フィッティングのためにテンプルを曲げると装飾が歪んでしまう。これらを許容するか否かという問題である。
なお、オーダーメイドやセミオーダーメイドのフレームもあり、オーダーメイドは顔の輪郭のデータを測定して、その人にフィットするように納品され、セミオーダーメイドはパーツの組み合わせで見た目が顔に調和するように最適なパーツを組み合わせて納品される（その為のサンプルフレームも展示されている）。いずれにせよ少数生産になる為コスト高になる。また、オーダーメイドフレームの場合は第三者に譲渡した場合は顔の輪郭が合わずにフィットしない事もある。

### フレームサイズ
眼鏡の大きさは「46□18-135」のような形で表記されることが多い。この場合、レンズ横幅46mm、鼻幅（山幅）18mm、つる長さ（テンプルをまっすぐ伸ばした長さ）135mmを表記している。この表記法は□マークからボクシング・システムと呼ばれる。
この三つの数字のうち前二者を足し合わせたものをFPDと呼ぶ。Fはフレーム、PDは pupil distance つまり瞳孔間距離、装用者の両目の瞳の間隔であり、FPDは元々の意味ではそのフレームが対象とするPDを意味する。つまり、FPD64mmとは、元々の意味ではPD64mmの人のためのフレームサイズという意味であった。
かつて第二次世界大戦前から終戦後しばらくまでは工場で予め定型に仕上げられたレンズで眼鏡を作る場合があり、その場合フレームの選択によってレンズ中心の間隔を瞳の間隔に合わせていた。
当時の眼鏡レンズは、レンズの見た目の中心がそのまま光学上の中心であることが原則だったので、光学中心の間隔=右レンズの幅/2+鼻幅+左レンズの幅/2である。当時も現在も右レンズと左レンズの幅はよほど奇をてらったフレームでないかぎり同一なので、右レンズの幅/2+左レンズの幅/2=レンズ幅である。つまり、光学中心の間隔=レンズ幅+鼻幅=FPDとなり、PDと同じFPDのフレームを選べば定型のレンズをフレームにはめるだけで左右の光学中心の間隔が瞳の間隔に合う仕組みであった。今日でも眼科や眼鏡店で検査の際に仮に組み立てる眼鏡は同じ仕組みである。その意味で、当時はこの表記にはフレームを選択する上で重要な意味があった。あえてPDと異なるFPDのフレームを選ぶならば、PDのズレにより頭痛や眼精疲労を起こさぬように見た目の中心と光学中心とをずらしたレンズを作る必要があった。
今日では、工場で大きく作られたレンズを、店頭でフレームに合わせて小さく削りなおして眼鏡を組み立てており、眼鏡として完成した時点ではレンズの光学中心と見た目の中心とは異なるのが普通である。光学中心とPDとはレンズの削り方で合わせるので、FPDとPDとが合っていなくても光学上の問題は出ない。そうすることで多様なレンズの形を実現でき、また装用者のPDに合わせて複数のFPDのフレームを生産・在庫する必要もなくなった。その意味で、この表記には今日かつてほどの重要性はなく、中にはこの表記のないフレームもある。とはいえ、FPD<PDでは他人から斜視のように見えて違和感が生じる。FPD>PDならば見た目はおかしくないが、極端にFPD>>PDでは厚く重い眼鏡になってしまう。今日でも、FPDがPDと同じか大きいフレームを選択したほうが良く、強度数ならばFPD<PDにならない範囲でできるだけFPD＝PDに近いものが良いとは言える。
フレームサイズが大きいほうが、レンズを通して見られる視野が広くなるという利点がある。ただし、それは上述のフィッティングを理想的に行うことができた場合である。現実には、大きなフレームの眼鏡はフィッティングが難しくなるので、顔との適合を考えずにむやみに大きなフレームを選ぶと、次のような理由によりレンズ面積のわりにはレンズを通して見られる視野が広くならないことがある。以下、レンズを通して見られる視野を単に視野という。
- 大きなフレームで作成した眼鏡は重量が増す。レンズが大きくなるにつれて厚みも増すので、フレームのサイズを少し大きくしただけでも、重量は大きく増す。重い眼鏡を無理にずり落ちないようにフィッティングすると耳や鼻が痛くなりやすいので、完全にはずり落ちを防止できないことがある。眼鏡がずり落ちると、上方向の視野が狭くなる。
- 眼鏡より小さなコンタクトレンズのほうが視野が広いことからも分かるように、同じ大きさのレンズでも眼に近いところに固定されれば視野が広くなり、眼から遠ければ視野が狭くなる。眼鏡がずり落ちると、鼻の斜面に沿って移動し眼から離れてしまうので、横方向の視野もずり落ちない場合より狭くなる。
- フレームが大きいと、顔立ちによってはレンズ上部が眉に当たったりレンズ下部が頬に当たったりしてしまい、このことによってもずり落ちやすくなることがある。この問題を鼻パッドを高く調整することで解決したとしても、眉や頬に当たらないところまでレンズを遠ざけていることに他ならないので、眼とレンズとの距離が離れてしまい、レンズ面積の割には広い視野が得られない。
- 大きなフレームでも、鼻方向には鼻が邪魔をしてほとんどレンズを大きくできないので、理想的なフィッティングができたとしても鼻方向の視野はほとんど広くならない。眼からレンズが離れてしまえば、眼に近づけてフィッティングされた小さなフレームよりも、鼻方向の視野はむしろ狭くなる。

眼鏡がずり落ちてレンズが眼から離れてしまうことには、他にも次のような不利益がある。
- 外見上みっともない。
- 近視用では意図したより矯正効果が弱くなり、遠視用では強くなってしまう。
- 自分からの見え方の歪みが大きくなる。
- 他人から見ても、レンズを通して見える顔の輪郭とレンズを通さない輪郭とのズレが大きくなる。

1833年に、イギリスロンドンの眼鏡商が著した本では、レンズの大きさは直径にして、3/4インチから1インチ（メートル法換算で、19ミリから25.4ミリメートル）もあれば実用上十分であり、フレームが視界に入って気になるという例の十中九までは、眼鏡が顔に適切にかかっていないか眼から離れすぎているのが原因であるとしている。昭和3年に日本の眼科医が著した本では、眼鏡レンズが大きくても小さくても結局その中心しか鮮明に見えないのだからレンズの大小は光学的には問題にならないとし、もっぱら顔に似合うかどうかでレンズの大きさを決めるように勧めている。
また、表記には総寸法の提示が無く、丁番部などがレンズから横に張り出したデザインやテンプルの曲げられてからのサイズは分からないため、同表記であっても横幅寸法はデザインによって違うため、実際に試着装用してみたり専門家による調整が必要である。
眼鏡は、横幅は眉毛の長さに合わせ、縦幅は鼻の上部にかかる程度が丁度良いサイズだが、あくまで目安とし、店員と相談をして合わせるのが望ましい。

## 歴史

### 前史
拡大鏡などのレンズを使って物を拡大して見ることに関しては、紀元前8世紀の古代エジプトのヒエログリフに「単純なガラス製レンズ」を表す絵文字がある。文字をレンズで拡大して見ることについての具体的な記録としては、紀元1世紀、ローマ皇帝ネロの家庭教師だった小セネカが「文字がどんなに小さくて不明瞭でも、水を満たした球形のガラス器やグラスを通せば、拡大してはっきり見ることができる」と書いている。ネロ自身もエメラルドを使用して剣闘士の戦いを観戦したと言われている。
矯正レンズは9世紀のアッバース・イブン・フィルナスが使っていたと言われており、彼は非常に透明なガラスの製造方法を考案した。そのようなガラスを半球形にして磨き、文字を拡大して見るのに用いたものをリーディングストーン（reading stone）といった。凸レンズを使った拡大鏡が初めて記録されたのは、1021年にイブン・アル・ハイサムが出版した『Kitab al-Manazir』（光学の書、en)である。これが12世紀にラテン語に翻訳され、それに基づいて13世紀のイタリアで眼鏡が発明されることになった。
ロバート・グロステストが1235年より前に書いたとされる論文 De iride（"On the Rainbow"）には「遠距離から小さな文字を読む」ために光学を用いることへの言及がある。1262年、ロジャー・ベーコンもレンズが物を拡大して見せる特性があることを記述している。
なおサングラスとしては、12世紀かそれ以前の中国大陸で裁判官が視線を隠すために煙水晶の平らな板を使ったものがある。ただし、レンズにして矯正する機能はなかった。

### 眼鏡の発明

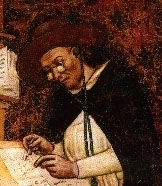
Hugues de Saint-Cherの肖像画の部分。Tomaso da Modena 作（1352年）

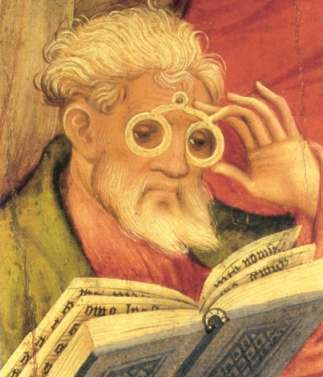
コンラート・フォン・ゼスト作の 'Brillenapostel'（1403年）

一対のレンズを連結した構造の、眼前で使うタイプの眼鏡（英: pair of eyglasses:p30fn75 / 英: pair of spectacles:4, 伊: occhiali:207）の発明者が誰なのかは諸説あり、精力的に研究されてきたが未解明である。
発明の時期については、1286年頃であると推定されている。これは1306年2月23日水曜日朝:29にドミニコ会の修道士フラ・ジョルダーノ・ダ・リヴァルトがフィレンツェのサンタ・マリア・ノヴェーラ教会において行なった説教で、眼鏡について「この20年以内の発明である」「発明者と話をしたことがある」:34と述べたという記録からの逆算である:29。しかし肝心の発明者の名前は言及されていない。
いっぽう、ジョルダーノと同じ修道院の同僚であったドミニコ会修道士のフラ・アレッサンドロ・デッラ・スピナ（伊: Alessandro della Spina、没年は推定1313年頃:42）に関して、「スピナは一度見たものはなんでも複製して作る技能を持っていた。眼鏡は別の誰かの発明したものだが、その人物はそれを秘密にした。いっぽうスピナは眼鏡を製造して皆に分け与えた」という記録がある:36。このスピナ本人が眼鏡の発明者であるとする説をピサ大学の医学の教授だったフランチェスコ・レディが1678年に提唱した:25が、後にレディによる捏造である:37として否定された。
フィレンツェのSalvino degli Armatiが眼鏡の発明者だとする説が1684年から現れた。18世紀には異論も出たが、Salvinoの実在を信じる者も多く、19世紀になって「Salvinoの墓地跡地」に碑文や胸像が据えられた:195。20世紀になって本説は捏造であり、発明者とされる人物は実在しないとして否定された:192。
スピナに眼鏡を見せた者は、ヘンリーというロジャーベーコンの友人であったという説も出たが、これも否定されている:198。
マルコポーロの『東方見聞録』に、中国で老人が書物を読むのにレンズを使用することが一般化していると書かれていると主張されることがあるが、そのような記述は実際の『東方見聞録』には存在しない。
初期の眼鏡は凸レンズを使っており、遠視と老視を矯正できたが、もっぱら老眼に使われた。近視を凹レンズで矯正できることを発見したのは、ニコラウス・クザーヌス（1401年 - 1464年）とされている。理論的に凸レンズや凹レンズによる視力矯正を説明したのはヨハネス・ケプラーの光学や天文学の論文であり、1604年のことである。
ちなみに絵に眼鏡が描かれたのは、1352年にTomaso da Modenaの作品が最初で、枢機卿 Hugues de Saint-Cherが写字室で書物を読んでいる姿の肖像画である:205。また、1403年にドイツでつくられたバート・ヴィルドゥンゲンの教会の祭壇飾りに眼鏡が描かれている。中世ヨーロッパにおいて、眼鏡は知識と教養の象徴であり、聖人の肖像には、たとえ眼鏡発明以前の人物であっても、眼鏡がしばしば描き入れられた（アウグスティヌスなど）。

### 東洋への伝来

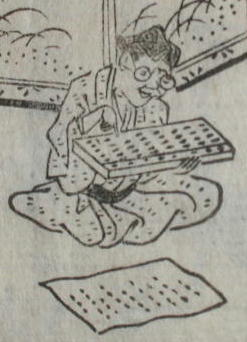
江戸時代の眼鏡（寛政十三年（1801年）『算法大全指南車』の挿絵）

明では張寧『方洲雑録』に「僾逮」と記され、また別の書では「眼鏡」とも書かれる、田藝蘅『留青日札』では『方洲雑録』を引用して「靉靆」（あいたい）の名で言及されている。アラビア語: عوينات (ʿuwaynāt)あるいはペルシア語: عینک (eynak)の借用といわれる。
日本に眼鏡を伝えたのは、宣教師フランシスコ・ザビエルで、周防国の守護大名・大内義隆に謁見した際に献上したのが最初といわれている。ただし、これは現存しておらず、現物で残っている日本最古の眼鏡は、室町幕府第12代将軍の足利義晴が所持していたと伝わるものがある。一説には、義隆の物より、義晴が所持していたものの方が古いとも言われる。また徳川家康が使用したと伝わる眼鏡も久能山東照宮に現存している。日本でも、眼鏡はやがて国内で作られるようになり、江戸時代の半ばほどにもなると、江戸や大坂の大都市では、眼鏡を販売する店が出るようになった。

### その後の改良

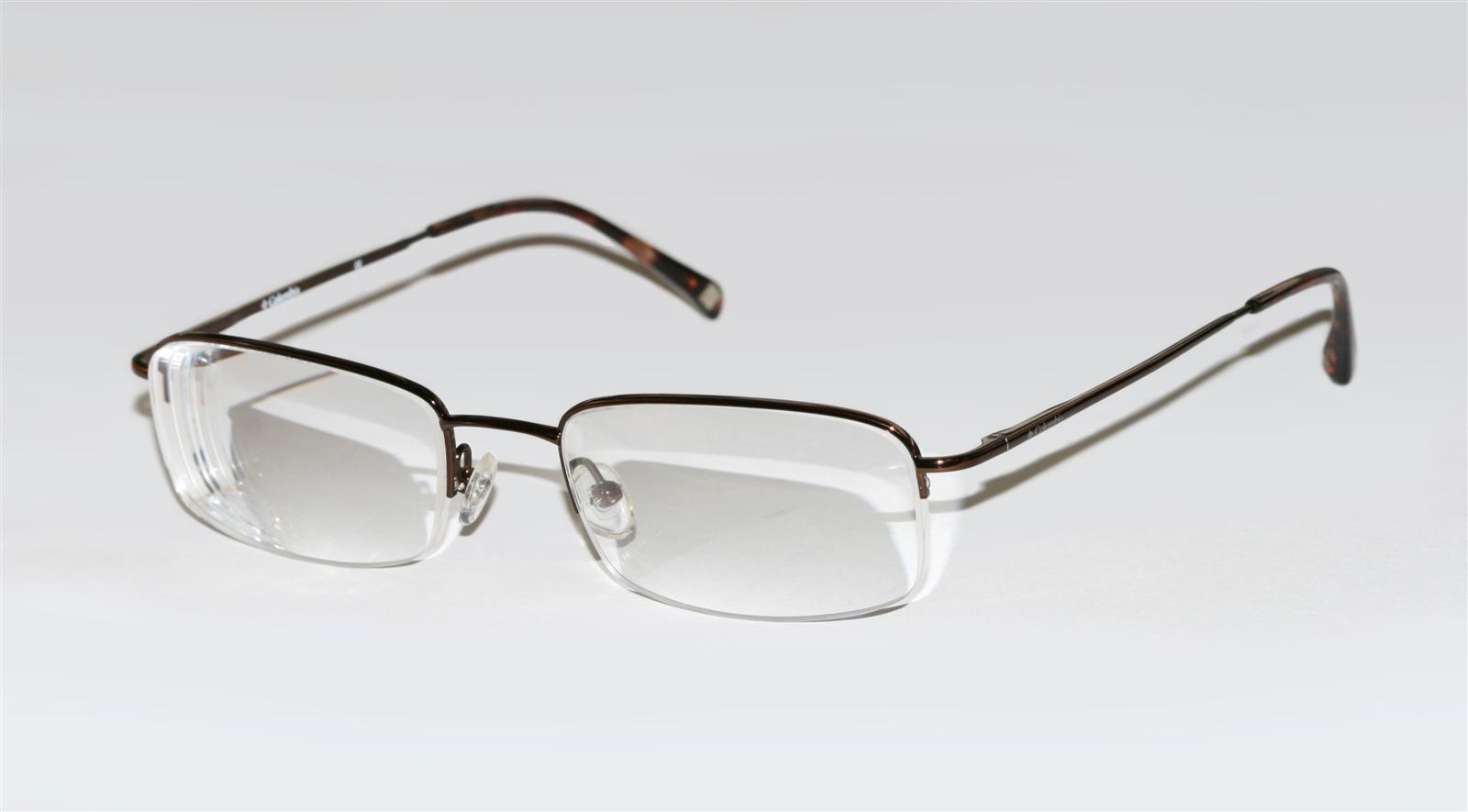
現代で使用されているハーフフレームのメガネ

アメリカ合衆国の科学者ベンジャミン・フランクリンは近視と老視に悩まされ、1784年に眼鏡をいちいち交換しなくて済むように多重焦点レンズを発明した。1825年、イギリスの天文学者ジョージ・ビドル・エアリーが世界初の乱視用レンズを製作した。
眼鏡のフレームも進化してきた。初期の眼鏡は、手で押さえるか、鼻梁を挟む後の鼻眼鏡と異なり鼻翼の部分に乗せて使う形状だった。ジロラモ・サヴォナローラが、眼鏡にリボンをつけて頭に巻いて縛り帽子をかぶれば外れないという提案をした。現在のようにつるを耳にかける形のフレームは、1727年にイギリスの眼鏡屋エドワード・スカーレットが開発した。そのデザインはすぐに広まったわけではなく、18世紀から19世紀初期にかけて柄付眼鏡などもファッションとして使われ続けた。
20世紀に入ると、カール・ツァイスの Moritz von Rohr（および H. Boegehold と A. Sonnefeld）が Zeiss Punktal という球面レンズを開発し、その後これが眼鏡用レンズとして広く使われるようになった。

## 装身具としての眼鏡
眼鏡は装身具としての側面も持っている。視力の改善でなく見た目の改善を目的として眼鏡が使われることは古くからあり、失明により見苦しくなった眼を隠すためにサングラスを使うことは19世紀から一般的であったし、適切に調整された大きなレンズの眼鏡には顔を陽気に見せる効果がある。顔面の中でも目立つ場所である目の周りに装着する眼鏡の装身具としての可能性は高い。
上記のように眼鏡のフレームには多種多様なものがあるが、実用品としてみればサイズ違いだけで十分である。壊れやすい縁無しなどは実用品としての性能は劣っているともいえる。多種多様なフレームが開発されてきたのは眼鏡が昔から装身具としての側面をもっていたことの証左である。
レンズの改良においても外観の改善つまり厚みの低減には大きな努力が払われてきた。高価な高屈折レンズも、利点は外観の良さが主であり、光学性能ではむしろ劣ってさえいる。
視力に問題がなくても装身目的で眼鏡を装用する者もいる。このような視力矯正作用を持たない眼鏡を伊達眼鏡という。昭和16年に著された本にも、伊達眼鏡をかける者は案外少なくないものだとの指摘が見られ、伊達眼鏡をかけることによって眼に病気が起こるわけでもないのでかけても差し支えないとして、伊達眼鏡が眼に悪いのではないかとの懸念を否定している。
特にまぶしいわけでもないのにサングラスを用いるのも装身目的といえる。色の濃いサングラスを掛けると眼球に入る光量が減って瞳孔が開くとする理論から、むやみに色の濃いサングラスをかけると瞳孔が開いたところへ紫外線が余計にはいり、かえって目を傷めることになるので注意が必要だとされる。また、レンズの小さなサングラスをかけていると、瞳孔が開いたところへ顔とレンズとの隙間から紫外線が射し込むので良くないともされる。
このような言説に対しては、
- 日本では、サングラスでない普通の眼鏡レンズでも紫外線カットが常識になっている程で、紫外線カットされていないサングラスはほとんど流通していない。
- 紫外線カット機能のないレンズでも、太陽光を素通しする訳ではなく、7割以上の紫外線がレンズで吸収され減衰する。
- 日中の屋外は屋内の何百倍も明るく、それだけ明るければ、濃いサングラスによって可視光線の9割が遮断されたとしても、依然として瞳孔を閉じさせるに十分な可視光線が残る。
- 顔とレンズとの隙間から紫外線が入るならば、同じ隙間から可視光線も入って瞳孔が閉じる。
- 可視光線の眩しさを防ぐこともサングラスの機能であり、眩しさを防ぐことのできない色の薄いものではサングラスをかける意味が半減する。

とする反論があり、テレビや雑誌で大げさに誇張されて広まっている言説であり、理屈としてはそうでも、現実には殆ど心配する必要がない。

## 文化・芸術と眼鏡
絵画や映画、漫画の中に描かれる眼鏡は描かれる人物の性格を表す象徴であることがあるが、その表す性格は、時代や場所によって異なる。
眼鏡が描かれた最も古い絵画は、トマッソ・デ・モデナが1352年に描いたヒュー・オブ・サン・シェールの肖像画である。ヒューの死後一世紀も経ってから描かれた絵画である（「歴史」を参照）。ヒューの生前には眼鏡は発明されていないが、尊敬のしるしとして描かれたものである。眼鏡が発明される以前に没した人物の肖像画に当時存在していなかったはずの眼鏡を描き入れる慣行はその後、数世紀にわたって続く。学識とか識字能力の持ち主、あるいは当代の実力者であることの証と考えられていたのであろう。眼鏡が日本国内で一般化したのは江戸時代、元禄・享保期頃である。日本の江戸時代の浮世絵や黄表紙本の挿絵に描かれる眼鏡は、知性よりもむしろ職人的な細かい手仕事の象徴であり、年配の職人が眼鏡をかける姿が多く描かれた。
近現代の創作を含めた、眼鏡をかけた登場人物の描写については「眼鏡キャラクター」を参照。また装用者を「メガネ」（片仮名表記が多い）と渾名で呼ぶこともある。2023年には、当時内閣総理大臣であった岸田文雄に「増税メガネ」という渾名がつけられた。ジャーナリストの鮫島浩は、以前から眼鏡好きとして知られ男前とも評されてきた岸田にとって眼鏡はお洒落のキーアイテムであり、それを不名誉な渾名に転化したことにこの渾名の秀逸さがあると分析した。
片眼鏡は、今日の映画や漫画では悪人や盗人の象徴として描かれる。ドイツでは、第一次世界大戦時の軍作戦本部で地図を見るときに目が悪い者は片眼鏡を用いるという習慣があった。他国で片眼鏡が廃れた後も、ドイツでは第二次世界大戦までその習慣を続けた者が多く居たため、ナチスの軍人と片眼鏡のイメージとが重ね合わされたのかもしれない。今日では悪人の象徴として描かれる片眼鏡だが、かつては事情が異なった。P・G・ウッドハウスが1930年に示した小説家向けの眼鏡装用基準では、眼鏡の種類ごとにそれを掛ける人物を列挙しており、当時で言うスペクタルズ、現在でいう一山を掛ける者の筆頭に善良なおじさん（good uncle）、鼻眼鏡を掛ける筆頭に善良な教師、片眼鏡を掛ける筆頭に善良な公爵と、多くの種類で善良な人物を筆頭に挙げていた。鼻眼鏡と片眼鏡については悪人はこれを掛けないとも述べている。手塚治虫のスター・システムの最古参である花丸博士も多くの役柄で片眼鏡をかけているが、もっぱら善人を演じた「スター」である。
近年の漫画・アニメでは、逆ナイロール形式の眼鏡が、キャラクターの外観を大きく変えることなく、眼鏡キャラクターとしての個性も表現するための漫画的デフォルメ描写に好んで使われる。キャラクターの瞳の印象が見た者に素直に伝わるため、瞳を大きく描く萌え絵においてはこの表現が用いられることがある。また、キャラクターの造形もしくは絵柄によってはフルリムの眼鏡を掛けさせる事が困難な（あるいは、掛けさせると不恰好となる）ため、それを回避するためにこの表現を用いることもある。現代のアニメは眉の形状によって表情を表現することが多く、上半分のないフレームとすることで表情を容易に表現できるというメリットもある。一方、『涼宮ハルヒシリーズ』に登場する長門有希が使用しているのは、逆ナイロールでない、普通のナイロールフレームの眼鏡である。また、漫画イラストにおいて眼鏡のテンプルの描写は、鼻と同様、往々にして省略される。このため登場人物が鼻眼鏡を掛けているのかテンプル付きの通常の眼鏡なのかは一見して分からない。
頭の中で擬人化された理性と感情が争う様を描いたアメリカ合衆国の1943年のアニメ映画『Reason and Emotion』では、理性(reason)を擬人化したキャラクターが眼鏡をかけた姿で描かれた。同作からインスピレーションを得て、頭の中で擬人化された様々な感情が争う様を描いた2015年のアメリカ合衆国のアニメ映画『インサイド・ヘッド』およびその続編では、悲しみを擬人化したキャラクターが眼鏡をかけた姿で描かれた。2015年の日本の映画『脳内ポイズンベリー』では、記憶を擬人化したキャラクターと、感情たちの会議の議長が眼鏡をかけた姿で描かれた。
日本では、10月1日が「メガネの日」とされている（1001すなわち一〇〇一が、眼鏡のツルとレンズの並びに似ているため）。徳島県鳴門市の葛城神社は眼病の治癒にご利益があるとされ、眼鏡を供養する「めがね塚」が1998年に建立されている。
2019年12月3日、#KuToo運動を進める女性グループが、外見・服装について不要なルール強制はパワーハラスメントにあたると明記するよう緊急要望書を出した。美容部員や企業受付の女性だけに課せられているメガネ禁止などがこれに当たる。

## 治療用眼鏡等の保険適用
日本では2006年4月より乳幼児の弱視や先天性白内障手術後の治療用眼鏡（コンタクトレンズも含む）に対して、健康保険の療養費が支給（保険適用）されるようになった。詳しくは「弱視」の項目を参照のこと。

## 検眼
眼鏡を調製するに当たって適切な度数を調べるための検査を検眼という。日本国外では検眼に国家資格を要する国が多く、それらの国では眼科医（Ophthalmologist）の他に、眼鏡やコンタクトレンズの処方を主たる診療範囲とするオプトメトリスト（Optometrist）のような医療職を設けている。
日本では、眼科医の処方による他、眼鏡店の店頭で購入者自身が度数を決定することでも眼鏡が販売されている。後者による場合、購入者が度数を決定するのを眼鏡店員が補助する。2022年4月より職業能力開発促進法 第47条第1項の規定に基づき眼鏡作製職種が設けられ、眼鏡作製技能士（1・2級）という国家資格が成立したが、他の技能士と同じく名称独占資格であり、眼鏡作製技能士でない者による眼鏡作成を禁止するものではない。検定合格者は眼鏡作製技能士を名乗ることができ、合格せず名乗った者は法律で罰せられる(職業能力開発促進法 第五十条４→第百二条八)。

## 眼鏡型デバイス
微細な加工技術の発達により、眼鏡にディスプレイやカメラ、マイクなどの機能を兼ね備え、インターネットに接続することが可能になっている。こうした眼鏡型ウェアラブル端末を「スマートグラス」と呼ぶ。
カメラのオートフォーカスのように焦点を自動で変化させる眼鏡型の視力矯正デバイスも販売されている。